# Imena europskih gradova na različitim jezicima
Većina gradova u Europi ima različita imena u različitim jezicima. Neki gradovi su prošli promjenu imena zbog političkih i drugih razloga. Ovaj članak pokušava prikazati sva poznata različita imena za sve veće europske gradove. Članak također uključuje neke manje gradove koji su važni zbog svojeg položaja ili povijesti.
U članku su popisani i gradovi Turske, Cipra te svih republika bivšeg Sovjetskog Saveza. Brojni važni gradovi smješteni u mediteranskom bazenu su također uključeni.
Ovaj članak ne pruža nikakvo mišljenje o tome kakvo je ili kakvo je bilo "izvorno", "službeno", "stvarno" ili "ispravno" ime nekog grada. Gradovi su popisani abecedno po svojem trenutačno najpoznatijem imenu u hrvatskom. Hrvatsku verziju slijede inačice u ostalim jezicima, prema abecednom redu po imenu, a onda po bilo kojoj povijesnoj inačici i bivšim imenima.
Strana imena koja su jednaka svojim hrvatskim ekvivalentima mogu biti popisana kako bi omogućila odgovor na pitanje "kako glasi ime na…"?.
| Indeks: 0-9 A B C Č Ć D Dž Đ E F G H I J K L Lj M N Nj O P Q R S Š T U V W X Y Z Ž |

## A
| Hrvatsko ime    | Ostala imena ili bivša imena |
| --------------- | --- |
| Aabenraa        | Åbenrå (švedski), Apenrade (njemački) |
| Aachen          | Ahen (srpski), Aix-la-Chapelle (francuski), Aken (nizozemski), Akwizgran (poljski), Aquae Grani ili Aquisgranum (latinski), Aquisgrà (katalonski), Aquisgrán (španjolski), Aquisgrana (talijanski), Aquisgrano (portugalski), Cáchy (češki), Åxhe (valonski), Oochen (luksemburški), Óche (lokalni ripuarijski), Oche (limburški), Aachen (engleski, indonezijski, njemački, rumunjski, švedski) |
| Aalst           | Aalst (engleski, nizozemski), Alost (francuski) |
| Aarhus          | Aarhus (engleski), Århus (danski, švedski), Orhusa (latvijski) |
| Abbeville       | Abbatis Villa (latinski), Abbeville (engleski, francuski, rumunjski) |
| Adjud           | Adjud (engleski, rumunjski), Egyedhalma (mađarski) |
| Aiud            | Aiud (engleski, rumunjski), Nagyenyed (mađarski), Strassburg (njemački) |
| Aix-en-Provence | Aix-en-Provence (engleski, francuski, rumunjski), Aquae Sextiae (latinski), Ais (okcitanski, provansalski) |
| Aix-les-Bains   | Aix-les-Bains (engleski, francuski), Aquae Gratianae (latinski) |
| Ajaccio         | Ajaccio (engleski, francuski), Aiacciu (korzikanski), Aiaccio (talijanski) |
| Akvileja        | Akwilea / Akwileja (poljski), Aquileia (engleski, portugalski, rumunjski, talijanski), Aquileja (njemački), Oglej (slovenski) |
| Albacete        | Albacete (engleski, indonezijski, španjolski), al-Basīt (arapski) |
| Alba Iulia      | Alba Iulia (engleski, rumunjski), Apulum (latinski), Gyulafehérvár (mađarski), Karlsburg (njemački), Weißenburg (bivši njemački) |
| Alexandroupolis | Alessandropoli (talijanski), Alexandroúpoli - Αλεξανδρούπολη (grčki), Alexandroúpolis - Αλεξανδρούπολις (grčki-katharevousa), Alexandropolis (nizozemski), Dedeağaç (turski) |
| Algeciras       | Algeciras (engleski, španjolski), Algesires (katalonski), al-Jazīra (arapski) |
| Alghero         | Alghero (engleski, talijanski), L'Alguer (katalonski), S'Alighera (sardinijski), Alguer (španjolski) |
| Alicante        | Akra Leuke' - Ἄκρα Λευκή (antički grčki), Alacant (katalonski, valencijski), Alicante (engleski, portugalski, rumunjski, španjolski), Alikantė (litavski), al-Laqant (arapski), Lucentum (latinski) |
| Alma-Ata        | Alma-Ata (indonezijski, nizozemski, portugalski, rumunjski, ruski, slovački, srpski, turski), Ałma Ata (poljski), Almata (latvijski, litavski), Almaty (engleski, kazaški) |
| Amsterdam       | Amstardam (irski), Amstardām (arapski), Amsterdam (engleski, estonski, francuski, indonezijski, katalonski, limburški, nizozemski, poljski, rumunjski, srpski, švedski, talijanski), Ámsterdam (španjolski), Amsterdama (latvijski), Amsterdamas (litavski), Amsterdão (portugalski), Amsterodam (češki), Amszterdam (mađarski), Aemstelredamme / Amstelredam (bivši nizozemski), Amstelodamum (latinski), Mokum ili Groot-Mokum (lokalni sleng) |
| Amščislav       | Amścisłaŭ (engleski), Amścisłaŭ - Амсьціслаў ili Mścisłaŭ - Мсьціслаў (bjeloruski), Mścisław (poljski), Mstislavl - Мстиславль (ruski), Mstislavlis (litavski), |
| Ankara          | Ancara (portugalski), Ancyra (latinski), Angora (bivši engleski, bivši rumunjski, bivši talijanski, stariji hrvatski), Ankara (armenski, indonezijski, poljski, rumunjski, srpski, španjolski, švedski, turski), Ágkyra - Άγκυρα (grčki), Anqara (arapski) |
| Anklam          | Anklam (engleski, njemački), Nakło nad Pianą (poljski) |
| Antiohija       | Antakya (turski), Antioch (engleski), Antioche (francuski), Antiochia (njemački, poljski, slovački, talijanski), Antióchia - Αντιόχεια (grčki), Antióchia i epí Dáfni - Αντιόχεια η επί Δάφνη / Antióchia i epí Oróntu - Αντιόχεια η επί Ορόντου / Antióchia i Megáli - Αντιόχεια η Μεγάλη (proširena imena na grčkom), Antiochie (češki), Antiochië (nizozemski), Antioch-on-the-Orontes (proširena imena na engleskom), Antiohia (rumunjski), Antiokia (finski, indonezijski, švedski), Antioquía (španjolski), Antióquia (portugalski) |
| Antwerpen       | Amberes (španjolski), Amvérsa - Αμβέρσα (grčki), Antuérpia (portugalski), Antverpen (ruski, srpski, ukrajinski), Antverpenas (litavski), Antverpene (latvijski), Antverpy (češki, slovački), Antwīrb (arapski), Antwerp (engleski), Antwerpen (nizozemski, finski, njemački, švedski), Antwerpia (poljski), Anvers (francuski, katalonski, rumunjski), Anversa (talijanski), Anviesse (valonski), Antverpeno (esperanto), Antwerpe (lokalni dijalekt, limburški) |
| Arhangelsk      | Arcángel (španjolski), Archangel (engleski), Archangelsk (njemački), Archangelskas (litavski), Archangielsk (poljski), Arhanđel (srpski), Arhanghelsk (rumunjski), Arkangeli (finski), Arkhangel'sk (ruski) Sint-Michiel (nizozemski) |
| Arlon           | Arlon (engleski, francuski), Aarlen (nizozemski), Arel (njemački), Arel (luksemburški) |
| Arnhem          | Arnheim (njemački), Arnhem (engleski, nizozemski, poljski), Arnhim (frizijski), Ernem (lokalni dijalekt) |
| Arras           | Arasu - アラス (japanski), Arazzo (srednjovjekovni talijanski), Arras (francuski, njemački, portugalski, rumunjski, švedski, talijanski), Atrecht (nizozemski) |
| Aschaffenburg   | Aschaffenburg (engleski, njemački), Aschaffenburgo (španjolski) |
| Asiz            | Ascesi (srednjovjekovni talijanski), Asís (španjolski), Asisi (rumunjski),Assis (portugalski), Assise (francuski), Assisi (engleski, nizozemski, njemački, talijanski), Asyż (poljski) |
| Astana          | Akmolinsk (ruski), Akmola (finski), Akmola (inačica u ruskom), Akmoła (bivši poljski), Aqmola (bivši kazaški), Astana (engleski, kazaški, poljski, srpski), Celinograd (bivši ruski) |
| Ašhabad         | Ašchabád (češki, slovački), Aschchabad / Aschgabad / Aschgabat (njemački), Ašgabat (finski), Aşgabat / Aşkabat (turski), Aşhabad (rumunjski), Ašhabad (srpski), Ashgabat (turkmenski), Ashkhabad (engleski, ruski), Ashxobod (uzbečki), Asjchabad (nizozemski), Aszchabad (poljski), Išq Ābād (arapski) |
| Atena           | Афины/Afíny (ruski), Афіни/Afiny (ukrajinski), An Aithin (irski), Ateena (estonski, finski), Aten (norveški, švedski) Aten - אַטען (jidiš), Atena (indonezijski, rumunjski), Atėnai (litavski), Atenas (portugalski, španjolski), Atēnas (latvijski), Atene (talijanski, slovenski), Atene - アテネ (japanski), Atenes (katalonski), Atenk (armenski) Atény (češki, slovački), Ateny (poljski), Athen (danski, norveški, njemački, švedski, velški), Athén (mađarski), Aþena (islandski), Athenae (latinski), Athene (limburški, nizozemski), Athènes (francuski), Athens (engleski), Athény (alternativni češki), Athína - Αθήνα (grčki), Atīnā (arapski), Atina (bugarski, srpski, turski) |
| Augsburg        | Augsbourg (francuski), Augsburg (engleski, katalonski, njemački, poljski, rumunjski), Augsburgo (španjolski, portugalski), Augšpurk / Aušpurk (češki), Augusta (talijanski), Augusta Vindelicorum (latinski), Oogsborg (donji saksonski), Avgústa - Αυγούστα (grčki), Aužburk (Hrvatsko-Njemački naglasak) |
| Auschwitz       | Auschwitz (njemački, rumunjski), Aushvitsa (romski), Oshpitizin (jidiš), Osvětim (češki), Osvienčim (slovački), Osvyenchim (romski), Oświęcim (engleski, poljski) Auswitch (švedski) |
| Avignon         | Avenio (latinski), Avignon (engleski, francuski, rumunjski), Avignone (talijanski), Avinhão (portugalski), Avinhon (okcitanski, provansalski), Avinjon (srpski), Aviñón (španjolski), Awinion (poljski), Anvinyó (katalonski) |

## B
| Hrvatsko ime                | Ostala imena ili bivša imena |
| --------------------------- | --- |
| Bacău                       | Bacău (engleski, rumunjski), Bakó (mađarski) |
| Bahčisaraj                  | Bakczysaraj (poljski), Bakhchisaray (engleski), Bakhchisaray - Бахчисарай (ruski), Bakhchysarai - Бахчисарай (ruski, ukrajinski), Bağçasaray (tatarski), Bahcisarai (rumunjski) |
| Baia Mare                   | Baia Mare (engleski, rumunjski), Frauenbach (njemački), Nagybánya (mađarski), Neustadt (rijetki njemački) |
| Baku                        | Bacu (portugalski), Bakı (Azeri), Bakoe (nizozemski), Bakou (francuski), Baku (engleski, indonezijski, poljski, rumunjski, srpski), Bākū (arapski), Bakü (turski) |
| Bar (Crna Gora)             | Antivari (talijanski), Bar (engleski, rumunjski, srpski); Dioclea ili Doclea (latinski; obližnji antički grad), Duklja (hrvatski, makedonski, srpski; isti antički grad i srednjovjekovna država) |
| Barcelona                   | Barcellona (talijanski), Barcelona (portugalski, španjolski, katalonski, engleski, poljski, rumunjski, slovenski, švedski), Barcelone (francuski), Barcino (latinski), Barna (španjolska kratica), Baršalūna (arapski), Barselona (armenski, litavski, ruski, srpski, turski, ukrajinski), Varkelóni - Βαρκελώνη (grčki), Bårçulone (valonski) |
| Basel                       | Bâle (francuski), Basilea (katalonski, talijanski, retoromanski, španjolski), Basileia (portugalski), Basilej (češki), Basle (inačica u engleskom), Bazel (nizozemski, srpski), Bázel (mađarski), Bazel' (ruski, ukrajinski), Bazelis (litavski), Bāzil (arapski), Bazilej (slovački), Bazylea (poljski), Vasileía - Βασιλεία (grčki), Basel (engleski, rumunjski, švedski) |
| Bastia                      | Bastia (engleski, francuski), Bastìa (korzikanski, talijanski) |
| Bastogne                    | Bastogne (engleski, francuski, rumunjski), Bastenaken (nizozemski), Bastnach (njemački), Baaschtnech ili Baastnech (luksemburški) |
| Bath                        | Aquae Sulis (latinski), Baðum / Baðan / Baðon (anglo-saksonski), Caerfaddon (velški) |
| Bautzen                     | Budyšin (gornjolužički), Budyšín (češki, slovački), Budyšyn (donjolužički), Budziszyn (poljski), Budišin (srpski) |
| Beč                         | Beč (srpski), Bécs (mađarski), Dunaj (slovenski), Fienna (velški), Vena (ruski), Vīne (latvijski), Vídeň (češki, ukrajinski), Vidnya (romski), Viedeň (slovački), Viena (bjeloruski, katalonski, litavski, portugalski, rumunjski, španjolski), Vienna (engleski, talijanski), Vienne (francuski), Viénni - Βιέννη (grčki), Vieno (esperanto), Viin (estonski), Vin - װין (jidiš), Vín (irski), Vina - וינה (hebrejski), Vindobona (latinski), Viyana (turski), Wenen (afrikaans, nizozemski), Wiedeń (poljski), Wien (finski, njemački, švedski), Wīn - ウィーン (japanski) |
| Będzin                      | Będzin (poljski), Bendin - Бендин (ruski), Bendin - בענדין (jidiš), Bendzin (njemački) |
| Belfast                     | Béal Feirste (irski), Bilfawst (ulsterski škotski), Belfastas (litavski), Belffast (velški), Belfastium (latinski), Belfast (francuski, rumunjski, španjolski) |
| Belfort                     | Beffert (njemački), Befert (staronjemački), Belfort (francuski) |
| Bellinzona                  | Bellinzona (engleski, nizozemski, njemački, poljski, rumunjski, švedski, talijanski), Bellinzone (francuski) |
| Beljak ili Bjelak           | Bělák (češki), Beljak (slovenski), Bilachium (latinski), Villach (njemački), Villach (engleski), Villaco (talijanski) |
| Beograd                     | Béalgrád (irski), Bělehrad (češki), Belehrad (slovački), Belgrad (armenski, bugarski, katalonski, finski, njemački, poljski, rumunjski, ruski, švedski, turski), Belgrád (mađarski), Belgrada (latvijski), Belgradas (litavski), Belgrade (engleski, francuski), Belgråde (valonski), Belgrado (nizozemski, portugalski, španjolski, talijanski), Beograd (danski, slovenski), Beograd - Београд (srpski), Bilġrād (arapski), Biograd (bivši hrvatski), Bjelhrad (ukrajinski), Nándorfehérvár (bivši mađarski), Singidunum (latinski), Veligrádi - Βελιγράδι (grčki), Griechisch-Weißenburg (staronjemački, rijetko) |
| Berat                       | Berat / Berati (albanski), Albánský Bělehrad (češki) |
| Berdičiv                    | Berdychiv (engleski), Berdychiv - Бердичів (ukrajinski), Berdichev - Бердичев (ruski), Barditshev - באַרדיטשעװ (jidiš), Berdyczów (poljski), Berdicev (rumunjski), |
| Bergen                      | Bergen (engleski, norveški, rumunjski, švedski), Bergenas (litavski), Björgvin (islandski) |
| Berlin                      | Barlīn (arapski), Barliń (donjolužički), Beirlín (irski), Berlien (limburški), Berliin (estonski), Berliini (finski), Berlijn (nizozemski), Berlim (portugalski), Berlín (češki, katalonski, islandski, slovački, španjolski), Berlin (armenski, engleski, danski, francuski, mađarski, norveški, njemački, poljski, rumunjski, ruski, slovenski, srpski, švedski, valonski), Berlin - בערלין (jidiš), Berlīne (latvijski), Berlino (talijanski, esperanto), Berlyn (afrikaans, frizijski), Berlynas (litavski), Berurin - ベルリン (japanski), Verolíno - Βερολίνο (grčki) |
| Bern                        | Bern (armenski, češki, danski, estonski, finski, mađarski, nizozemski, njemački, ruski, slovački, slovenski, srpski, švedski, turski, ukrajinski), Berna (katalonski, portugalski, retoromanski, rumunjski, španjolski, talijanski), Bernas (litavski), Berne (engleski, francuski), Berno (poljski), Vérni - Βέρνη (grčki) |
| Besançon                    | Besançon (engleski, francuski, rumunjski), Bisanz (staronjemački) |
| Białowieża                  | Biełavieža - Белавежа (bjeloruski), Bělověž (češki), Białowieża (engleski, poljski) |
| Białystok                   | Białystok (engleski, poljski), Biełastok - Беласток (bjeloruski), Balstogė (litavski), Belostok - Белосток (ruski), Bjalistoko (esperanto), Byalistok - ביאַליסטאָק (jidiš) |
| Biel/Bienne                 | Belenus (latinski), Biel (engleski, njemački), Bienne (engleski, francuski) |
| Biella                      | Biella (talijanski), Bugella (latinski) |
| Bijela Crkva                | Bela Crkva (engleski, srpski), Biała Cerkiew (poljski), Bílá Cerevek (češki), Biserica Alba (rumunjski), Fehértemplom (mađarski) |
| Bilbao                      | Bilbao (katalonski, španjolski, rumunjski), Bilbau (portugalski), Bilbo (baskijski), |
| Biljšivci                   | Bil'shivtsi (engleski), Bil'šivci - Більшівці (ukrajinski), Bol'shovtsy - Болшовцы (ruski), Bolszowce (poljski), Bolshvets - באָלשװעץ (jidiš), Bilişăuţi (rumunjski) |
| Birmingham                  | Бирмингем (ruski, srpski), Birmingemas (litavski) |
| Bischofswerda               | Bischofswerda (engleski, njemački), Biskupice (poljski) |
| Bistrica                    | Beszterce (mađarski), Bistrica (srpski), Bistriţa (engleski, rumunjski), Bistritz (njemački), Bystrzyca (poljski) |
| Biškek                      | Bichkek (francuski), Bischkek (njemački), Bishkek (engleski), Biškek (finski, slovenski, srpski), Bişkek (rumunjski, turski), Biškekas (litavski), Biszkek (poljski); Frunze (bivše ime) |
| Bologna                     | Bologna (engleski, rumunjski, slovenski, švedski, talijanski), Bologne (francuski), Boloňa (češki), Bolonha (portugalski), Bolonia (poljski, španjolski), Bolonija (litavski), Bolonja (srpski), Bolonya (katalonski, turski) |
| Bolzano                     | Bolzano (engleski, talijanski), Bozen (afrikaans, nizozemski, njemački) |
| Bonifacio                   | Bonifacio (engleski, francuski, talijanski), Bunifaziu (korzikanski) |
| Bonn                        | Bon (srpski), Bona (litavski, portugalski), Bonna ili Castrum Bonnense (latinski), Vónni - Βόννη (grčki) |
| Bordeaux                    | Bordeaux (francuski, rumunjski, švedski), Bordèu (gaskonski, okcitanski, provansalski), Bordéus (portugalski), Burdeus (katalonski), Bordo (litavski, srpski), Bordozo (esperanto), Burdeos (španjolski), Bordele (baskijski), Burdigala (latinski) |
| Botoşani                    | Botoşani (engleski, rumunjski), Botosány (mađarski), Botoszany (poljski) |
| Bouillon                    | Bouillon (engleski, francuski, rumunjski), Bouyon (valonski) |
| Braniewo                    | Braniewo (engleski, poljski), Braunsberg (njemački), Brus (staropruski) |
| Brašov                      | Braşov (engleski, rumunjski), Brašov (srpski), Brašovas (litavski), Brassó (mađarski), Braszów (poljski), Corona (latinski), Kronstadt (njemački), Stephanoúpoli - Στεφανούπολη (grčki) |
| Bratislava                  | Bratislava - Братислава (bugarski, srpski), Bratislava (češki, engleski, finski, francuski, katalonski, litavski, nizozemski, njemački, portugalski, rumunjski, slovački, slovenski, španjolski, švedski, talijanski), Братислава/Bratyslava (ukrajinski), Braťislava (romski), Bratysława (poljski), Požoma (romski do 1919.), Pozsony (mađarski do 1919), Presbourg (francuski do 1919), Pressburg (arhaičan njemački), Prešpurk (češki do 1919), Prešporok (slovački do 1919) [Bilješka: Ime je službeno promijenjeno iz Pressburg / Prešporok / Pozsony u Bratislava 1919. godine; za popis starijih imena vidi Bratislava |
| Bratslav                    | Bracław (poljski), Bracłaŭ - Брацлаў (bjeloruski), Breslov (jidiš) |
| Braunschweig                | Braunschweig (njemački, rumunjski, slovenski, inačica u engleskom), Braunšvajg (srpski), Brunšvik (češki), Brunsvique (portugalski), Brunswick (engleski, francuski, talijanski, španjolski), Brunswijk (nizozemski), Brunszwik (poljski) |
| Břeclav                     | Břeclav (češki, engleski), Lundenburg (njemački), Brzecław (poljski) |
| Bremen                      | Bréma (mađarski), Brema (poljski, španjolski, talijanski), Brême (francuski), Bremen (afrikaans, danski, engleski, estonski, frizijski, norveški, njemački, portugalski, rumunjski, slovenski, srpski, švedski), Brėmenas (litavski), Brēmene (latvijski), Brémy (češki, slovački), Brimarborg (islandski), Vrémi - Βρέμη (grčki) |
| Bremerhaven                 | Bremerhaven (njemački, rumunjski), Brémský Přístav (češki) |
| Brest (Bjelorusija)         | Bieraście - Берасьце (tradicionalno bjelorusko ime), Brasta (litavski), Brest (rumunjski), Brest-Litovsk (bivši engleski, bivši hrvatski, bivši rumunjski, bivši ruski), Brześć Litewski (poljski), Brześć nad Bugiem (poljski 1918-1939); Lietuvos Brasta (bivši litavski); Brisk - בריסק (jidiš) |
| Bristol                     | Briostó (irski), Bryste (velški), Caerodor (velški (arhaičan)) |
| Brno                        | Berno Morawskie (poljski), Brna (romski), Brno (češki, engleski, rumunjski, srpski), Brnos (romski), Brünn (mađarski, njemački) |
| Brody                       | Brody (engleski, poljski, ruski, ukrajinski; pisano Броды na ruskom i Броди na ukrajinskom), Brod (rumunjski), Brod - בראָד (jidiš) |
| Bruges                      | Briž (srpski), Бриж (makedonski), Bruges (engleski, francuski, luksemburški, portugalski, rumunjski), Brugge (afrikaans, indonezijski, nizozemski), Brügge (finski, njemački), Bruggia (starotalijanski), Bruggy (slovački), Brugia (poljski), Brugy (češki), Bruixes (katalonski), Brujas (španjolski, srednjovjekovni portugalski), وبروج (arapski), Briugė (litavski), Brögke (limburški), Brygge (švedski) |
| Bruntál                     | Bruntal (poljski), Bruntál (češki, engleski), Freudenthal (njemački) |
| Bruxelles                   | An Bhruiséil (irski), Bréissel (luksemburški), Brisel (srpski), Брисел (makedonski), Brisele (latvijski), Brisl - בריסל (jidiš), Briuselis (litavski), Bruksel (armenski), Brüksel (turski), Bruksela (poljski), Brūksil (arapski), Brusel (češki, slovački), Bruselj (hrvatski, slovenski), Brusela (baskijski), Bruselas (španjolski), Brussel•les (katalonski), Brussel (afrikaans, indonezijski, nizozemski, norveški), Brüssel (njemački), Brussels (engleski), Brusselle (bivši talijanski), Brüsszel (mađarski), Bruxelas (portugalski), Bruxelles (danski, francuski, rumunjski, talijanski), Bryssel (danski, finski, švedski), Bryuksel (bugarski), Bryussel (ruski, ukrajinski), Vryxélles - Βρυξέλλες (grčki), Brussele (valonski), Brössel (limburški), Brwsel (velški) |
| Brzesko                     | Brzesko (engleski, poljski), Brigl - בריגל (jidiš) |
| Bučač                       | Buchach (engleski), Buchach - Бучач (ukrajinski), Buczacz (poljski, rumunjski), Betshotsh - בעטשאָטש (jidiš) |
| Budim (sada dio Budimpešte) | Buda (engleski, litavski, mađarski, portugalski, rumunjski, slovenski, talijanski), Budín (češki), Budin (turski), Ofen (njemački) |
| Budimpešta                  | Boedapest (afrikaans, nizozemski), Būdābist (arapski), Búdaipeist (irski), Budapest (engleski, katalonski, mađarski, njemački, španjolski, švedski, talijanski), Budapesht (armenski), Budapešt (ruski, ukrajinski), Budapešť (češki, slovački), Budapešta (bugarski), Budapesta (rumunjski), Budapeštas (litavski), Budapeste (portugalski), Budapeşte (turski), Budapeszt (poljski), Budimpešta (makedonski, slovenski, srpski), Voudapésti - Βουδαπέστη (grčki), Ofenpest (bivši njemački), Boedapes (limburški), Bwdapest (velški), Peshta (romski) |
| Buje                        | Buie d'Istria (talijanski), Buje (engleski, slovenski) |
| Bukurešt                    | Boekarest (afrikaans, nizozemski), Búcairist (irski), Bucarest (katalonski, francuski, španjolski, talijanski), Bucareste (portugalski), Bucharest (engleski), Bucureşti (rumunjski), Bukarest (danski, finski, mađarski, njemački, švedski), Bukareštas (litavski), Bukareste (latvijski), Bukareszt (poljski), Bukharest (ruski, ukrajinski), Bükreş (turski), Bukurešt (bugarski, makedonski, srpski), Bukarešta (slovenski), Bukureshta (romski), Bukurešť (češki, slovački), Būqārist (arapski), Voukourésti - Βουκουρέστι (grčki), Boekares (limburški), Bwcarest (velški) |
| Burg Stargard               | Burg Stargard (engleski, njemački), Stargard Meklemburski (poljski) |
| Bursa                       | Brousse (bivši francuski), Bursa (engleski, turski), Prusa (latinski), Proúsa - Προύσα (grčki) |
| Butrint                     | Butrint / Butrinti (albanski), Butrinto (talijanski) |
| Buzet                       | Buzet (engleski, slovenski), Pinguente (talijanski) |
| Bydgoszcz                   | Bidgošča (litavski), Bidgošć (srpski), Bromberg (njemački), Bydgostia (latinski), Bydgoszcz (engleski, poljski) |
| Bytom                       | Beuthen (njemački), Bytom (engleski, poljski) |
| Bytów                       | Betowo (kašupski/pomeranijski), Bütow (njemački), Bytów (poljski) |

## C
| Hrvatsko ime          | Ostala imena ili bivša imena |
| --------------------- | --- |
| Cádiz                 | Cadice (talijanski), Cádis (portugalski), Cadis (katalonski) Cadix (francuski), Cádiz (engleski, španjolski), Cadiz (rumunjski), Gades (latinski), Gadeira (antički grčki), Gadir (fenički), Kadyks (poljski), Kadiz (srpski), al-Qādis (arapski) |
| Cagliari              | Cagliari (engleski, talijanski), Càller (katalonski, španjolski), Casteddu (sardinijski), Kaljari (srpski) |
| Calais (Francuska)    | Kales (nizozemski) |
| Cambrai               | Kamerijk (nizozemski), Kameriek (limburški) |
| Cambridge (Engleska)  | Caergrawnt (velški), Cantabrigia (latinski), Cantabrígia (portugalski), Kembridž (srpski), Kembridžas (litavski), Kembriĝo (esperanto), Kemburijji - ケンブリッジ (japanski)                                                                      |
| Câmpulung Moldovenesc | Câmpulung Moldovenesc (engleski, rumunjski), Moldvahosszúmező (mađarski) |
| Canterbury            | Caer-Cant (saksonski), Caergaint (velški), Cantorbéry (francuski), Cantuaria (latinski), Cantuária (portugalski), Kantaraborg (islandski), Kantelberg (nizozemski)                                                                                |
| Carcassonne           | Carcassona (katalonski, okcitanski, talijanski), Carcassonne (francuski) |
| Cardiff               | Caerdydd (velški, irski), Kardif (srpski), Kārdifa (latvijski), Ovicubium (vulgarni latinski) |
| Carlisle              | Caerliwelydd (velški) |
| Cartagena             | Cartagena (engleski, katalonski, španjolski, portugalski), Cartagina (rumunjski), Carthagène (francuski), Carthago Nova (latinski), Kartagina (poljski, srpski), al-Qartājanna (arapski)                                                          |
| Castelsardo           | Castelsardo (engleski, talijanski), Casteddu (sardinijski, korzikanski), Castelgenovese (bivši talijanski), Castillo Aragones (bivši španjolski), Castel Aragones (bivši katalonski)                                                              |
| Celje                 | Celeia (latinski), Celje (engleski, slovenski, srpski), Celle (njemački), Cille (mađarski), Cilli (stariji engleski (1911 EB), stariji njemački), Kelea (keltski)                                                                                 |
| Cetinje               | Cettigne (talijanski), Cetinje (engleski, srpski) |
| Charleroi             | Charleroi (engleski, francuski, rumunjski), Châlerwè / Tchålerwè (valonski) |
| Cheb                  | Cheb (češki, engleski), Eger (njemački) |
| Chełmno               | Chełmno (engleski, poljski), Culm (inačica u njemačkom), Kulm (njemački) |
| Chemnitz              | Chemnitz (engleski, njemački, rumunjski), Kamienica Saska (poljski, tradicionalni, više se ne koristi), Kamjenica (lužički), Saská Kamenice (češki); Karl-Marx-Stadt (njemački 1953-1990)                                                         |
| Chester               | Caerllion-ar-Dyfrdwy obično skraćeno na Caer (velški), Castra Devana ili Deva (latinski) |
| Chorzów               | Chorzów (engleski, poljski), Królewska Huta (poljski, do 1934), Králova Huť (češki), Königshütte (njemački) |
| Cieszyn               | Cieszyn (engleski, poljski), Teschen (njemački), Těšín (češki), Tešín (slovački) |
| Clermont-Ferrand      | Clarmont (okcitanski, provansalski), Clermonte (španjolski) |
| Cleves                | Cléveris (španjolski), Clèves (francuski), Kleef (nizozemski), Kleve (njemački) |
| Coburg                | Cobourg (francuski), Coburg (engleski, njemački), Coburgo (portugalski, španjolski, talijanski) |
| Coimbra               | Coimbra (engleski, katalonski, portugalski, rumunjski, španjolski, talijanski), Coimbre (francuski), Conimbriga (latinski), Qulumriya (arapski)                                                                                                   |
| Comăneşti             | Comăneşti (engleski, rumunjski), Kománfalva (mađarski) |
| Córdoba               | Córdoba (španjolski), Cordoba (rumunjski), Corduba (latinski), Cordoue (francuski), Còrdova (katalonski), Cordova (bivši rumunjski, talijanski), Córdova (portugalski), Kordoba (poljski, slovenski), Qurtubah (arapski)                          |
| Cork                  | Corc (velški), Corcaigh (irski) |
| Corte                 | Corte (engleski, francuski, talijanski), Corti (korzikanski) |
| Corunna               | La Corogne (francuski), A Coruña (galicijski), La Coruña (španjolski), Corunha (portugalski), La Corunya (katalonski, srpski) |
| Cottbus               | Chociebuż (poljski), Chóśebuz (lužički), Chotěbuz (češki) |
| Crécy                 | Crécy-en-Ponthieu (francuski), Kresčak (češki) |

## Č
| Hrvatsko ime     | Ostala imena ili bivša imena |
| ---------------- | --- |
| Černovice        | Cernăuţi (rumunjski), Cernovicy (njemački, alternativna transliteracija s ukrajinske ćirilice), Cernowitz (jidiš, alternativni oblik), Čérnivci (ukrajinski, 2. najuobičajenija romanska transliteracija), Černivcy (ukrajinski, alternativna transliteracija), Černovce (ruski, alternativna transliteracija), Černovcy (ruski, alternativna transliteracija), Černovice (češki/slovački), Chernivci (ukrajinski, alternativna transliteracija), Chernivcy (ukrajinski, alternativna transliteracija), Chernivtcy (ukrajinski, alternativna transliteracija), Chernivtsi - Чернівці (ukrajinski, najuobičajenija engleska transliteracija), Chernovcy (ruski, alternativna transliteracija), Chernovicy (jidiš, alternativna romanska transliteracija s ruskog ćiriličnog oblika), Chernovits (jidiš, alternativna transliteracija), Chernovitse (jidiš, rijetka transliteracija u romansko pismo ukrajinske ćirilične transliteracije), Chernovitsy (ukrajinski, jidiš, rijetka alternativna transliteracija), Chernovitz (jidiš, alternativni oblik), Chernovtsy - Черновцы (ruski), Chernowitz (jidiš, alternativna transliteracija), Csernivci (mađarski, alternativna transliteracija s trenutnog ukrajinskog ćiriličnog imena), Csernovic (mađarski), Csernyivci (mađarski, transliteracija s trenutnog ukrajinskog ćiriličnog imena), Czernovicensia (latinski, crkveni), Czerniowce (poljski), Czernovitz (jidiš, alternativna transliteracija), Czernowitz (njemački), Tchernowcy (jidiš, transliteracija s ruskog ćiriličnog oblika), Tjernivtsi (norveški, švedski, transliterirano s ukrajinskog ćiriličnog originala), Tscherniwzi (njemački, transliteracija s ukrajinske ćirilice, iz njemačke verzije 'Yurij Fedkovytsch Czernowitzer Nationaler Universität', tj. 'Yuriy Fedkovych Chernivtsi National University' website, 2005), Tschernovits (jidiš, alternativna transliteracija), Tschernowitz (njemački, arhaični, nestandardni oblik), Tshernevits (jidiš, alternativna transliteracija), Tshernovits - טשערנאָוויץ (jidiš, trenutna standardna transliteracija) |
| Černjahovsk      | Chernyakhovsk (engleski, ruski), Insterburg (njemački), Įsrutis (litavski), Wystruć (poljski), Cernihovsk (rumunjski) |
| České Budějovice | Budweis (njemački, bivši engleski), Czeskie Budziejowice (poljski), České Budějovice (češki, engleski, slovački) |
| Český Těšín      | Český Těšín (češki, engleski), Czeski Cieszyn (poljski) |

## D
| Hrvatsko ime | Ostala imena ili bivša imena |
| ------------ | --- |
| Dârmâneşti   | Dârmâneşti (engleski, rumunjski), Dormánfalva (mađarski) |
| Daugavpils   | Daugavpils (engleski, estonski, latvijski), Dźvinsk - Дзьвінск (bjeloruski), Daugpilis (litavski), Denenburg - דענענבורג (jidiš), Dünaburg (bivši estonski, njemački), Двинcк / Dvinsk (ruski), Dyneburg (poljski), Dźwińsk (bivša poljska inačica)                                                                                         |
| Debrecen     | Debrecen (engleski, mađarski), Debrecín (češki, srpski), Debreţin (rumunjski), Debreczin (njemački), Debreczyn (poljski) |
| Den Bosch    | Bois-le-Duc (francuski), Bolduque (španjolski), Boscoducale (bivši talijanski), Den Bos (frizijski), Den Bosch / 's-Hertogenbosch (nizozemski), Oeteldonk (kolokvijalni nizozemski, tijekom Carnavala) Herzogenbusch (njemački), De Bos(j) (limburški)                                                                                      |
| Dijon        | Digione (talijanski), Dijon (francuski, rumunjski), Diviodunum (latinski) |
| Dillingen    | Dilinga (španjolski), Dillingen (njemački) |
| Domažlice    | Domažlice (češki), Taus (njemački) |
| Donjeck      | Doneţk (rumunjski), Donetsk (ruski), Donetskas (litavski), Donezk (njemački), Donieck (poljski), Donjeck (srpski); Stalino (bivše ime), Yuzovka (bivše ime) |
| Dover        | Douvres (francuski), Doveris (litavski), Duvra (latvijski), Dover (rumunjski) |
| Drachhausen  | Drachhausen (engleski, njemački), Hochoza (donjolužički) |
| Drač         | Dhirrákhio - Δυρράχιο (grčki), Drač (češki, srpski), Durazzo (talijanski), Durrës (albanski, engleski), Durŭs - Дуръс, povijesno Drach Драч (bugarski), Dyrrhachium (latinski) |
| Dresden      | Dresden (portugalski, njemački, švedski), Drážďany (češki, slovački), Dresda (talijanski, inačica u portugalskom, rumunjski), Dresde (francuski, španjolski), Drésdi - Δρέσδη (grčki), Drezda (mađarski), Drezden (srpski), Drezdenas (litavski), Drezno (poljski), Drježdźany (donjolužički), Dražđane (stariji hrvatski)                  |
| Drohiczyn    | Drohiczyn (engleski, poljski), Darahičyn - Дарагічын (bjeloruski), Drohičinas (litavski) |
| Drohobycz    | Drobitsh - דראָביטש (jidiš), Drogobych (ruski), Дрогобич/Drohobych (ukrajinski), Drohobycz (engleski, njemački, poljski) |
| Dublin       | Baile Átha Cliath (irski), Dubh Linn (arhaična irska inačica), Dablin (arapski, srpski), Dhuvlíno - Δουβλίνο (grčki), Dublim (portugalski), Dublín (katalonski, španjolski), Dublinas (litavski), Dublino (talijanski), Dulenn (Breton), Dulyn (velški), Dyflinni (islandski), Dublin (brazilski portugalski, engleski, rumunjski, švedski) |
| Dubrovnik    | Dubrovnic (rumunjski), Dubrovnik (brazilski portugalski, engleski, srpski, švedski), Dubrovnikas (litavski), Ragusa (bivši rumunjski, talijanski), Raguse (starofrancuski), Dubrownik (poljski), Ragúsa - Ραγούσα, uz službeno ime (grčki)                                                                                                  |
| Dunkerque    | Dhunkérki - Δουνκέρκη (grčki), Duinkerken (nizozemski), Dunkerque (francuski, rumunjski), Dunkierka (poljski), Dünkirchen (njemački), Dunkirk (engleski), Dunquerque (talijanski, portugalski, španjolski), Duunkèrke (limburški) |
| Düsseldorf   | Diuseldorfas (litavski), Dizeldorf (srpski), Дизелдорф (srpski), Düsseldorf (brazilski portugalski, engleski, estonski, njemački, rumunjski, švedski), Dusseldórfia (portugalski), Dusseldorp (nizozemski), Dusseldörp (limburški) |
| Dušanbe      | Doesjanbe (nizozemski), Douchanbé (francuski), Dušanbe (finski, ruski, srpski, slovački, tadžijski), Dušanbė (litavski, srpski), Duşanbe (rumunjski, turski), Dūšānbī (arapski), Duschanbe (njemački), Dushanbe (engleski), Dusjanbe (švedski), Duszanbe (poljski); Hissar (bivše ime); Stalinabad (bivše ime)                              |

## E
| Hrvatsko ime     | Ostala imena ili bivša imena |
| ---------------- | --- |
| Edinburgh        | Caeredin (velški), Dún Éideann (irski), Dùn Èideann (škotski galski), Edinburrie (škotski), Edhimvúrgho - Εδιμβούργο (grčki), Edinborg (islandski), Edimbourg (francuski), Edimburgo (talijanski, portugalski, španjolski), Edinburg (katalonski, njemački [rijetko], srpski, rumunjski), Edinburga (latvijski), Edinburgas (litavski), Edinburk (češki), Edynburg (poljski) |
| Eger             | Eger (engleski, mađarski), Eğri (turski), Erlau (njemački), Jager (češki), Jáger (slovački), Jagier (bivši poljski) |
| Eisenhüttenstadt | Eisenhüttenstadt (engleski, njemački), Żelazowa Huta (poljski), Stalinstadt (bivši njemački) |
| Elbląg           | Elbiąg (engleski, lokalni poljski dijalekt), Elbląg (poljski), Elbing (njemački), Ilfing ili Truso (staropruski) |
| Ełk              | Ełk (engleski, poljski), Lyck (njemački) |
| Elsinore         | Elseneur (francuski), Elsinor (španjolski, rumunjski), Elsinore (engleski, talijanski), Helsingør (danski), Helsingör (finski, njemački, švedski) |
| Emmerich         | Emmerich (engleski, njemački), Emmerik (nizozemski) |
| Erevan           | Erevan (francuski, engleski [rijetko], rumunjski, slovenski), Ereván (španjolski), Erewań (poljski), Erivan (turski), Erywań (bivši poljski), Jerevan (češki, finski, ruski, slovački, srpski, švedski, ukrajinski), Jereván (mađarski), Jerevanas (litavski), Jerewan / Eriwan (njemački), Yerevan (engleski, indonezijski), Yirīfān (arapski)                              |
| Erlangen         | Erlangen (njemački), Erlanky (češki) |
| Espoo            | Espoo (engleski, estonski, finski), Esbo (švedski) |
| Eupatoria        | Eupatoria (engleski, poljski, rumunjski), Еvpatoriia - Євпаторія (ukrajinski), Kezlev (tatarski), Yevpatoriya - Евпатория (ruski) |
| Eupen            | Eupen (engleski, francuski, njemački, nizozemski), Néau (francuski, arhaični), Neyow (valonski), Naowe / Naouwe (valonski, srednjovjekovno pisanje) |

## F
| Hrvatsko ime       | Ostala imena ili bivša imena |
| ------------------ | --- |
| Feodosija          | Feodosiia - Феодосія (ukrajinski), Feodosiya - Феодосия (ruski), Kefe (tatarski), Teodozja (poljski), Theodosia (engleski) |
| Firenca            | Firenca (srpski), Firence (slovenski), Firenze (estonski, finski, mađarski, talijanski), Flórans (irski), Floransa (turski), Florença (portugalski), Florence (engleski), Florència (katalonski), Florencia (slovački, španjolski), Florencie (češki), Florencija (litavski), Florencja (poljski), Florens (švedski), Florenţa (rumunjski), Florenz (njemački),Florence (francuski), Florance (valonski), Florentía - Φλωρεντία (grčki) |
| Flensburg          | Flensborch (donji saksonski), Flensborg (danski), Flensburg (njemački, rumunjski, švedski) |
| Flushing           | Flesinga (španjolski), Flessinga (talijanski), Flessingue (francuski), Vlissingen (nizozemski) |
| Fort Augustus      | Cille Chumein (škotski galski) |
| Frankfurt na Majni | Francfort (katalonski), Fráncfort del Meno (španjolski), Francfort-sur-le-Main (francuski), Francoforte sobre o Meno (portugalski), Francoforte sul Meno (talijanski), Frankfort aan de Main (nizozemski, limburški), Frankfurt am Main (engleski, njemački), Frankfurt na Majni (slovenski, srpski), Frankfurt nad Menem (poljski), Frankfurt nad Mohanem (češki), Frankfurt nad Mohanom (slovački), Frankfurt pe Main (rumunjski), Frankfurte pie Mainas (latvijski), Frankfurtas prie Maino (litavski), Frankfúrti - Φρανκφούρτη (grčki), Majnafrankfurt (bivši mađarski) |
| Frankfurt na Odri  | Fráncfort del Oder (španjolski), Francfort-sur-l'Oder (francuski), Francoforte sobre o Óder (portugalski), Francoforte sull'Oder (talijanski), Frankfurt an der Oder (engleski, njemački), Frankfurtas prie Oderio (litavski), Frankfurt nad Odrą (poljski), Frankfurt nad Odrou (češki, slovački), Frankfurt na Odri (slovenski, srpski), Frankfurt pe Oder (rumunjski), Frankfurte pie Oderas (latvijski), Oderafrankfurt (stariji mađarski) |
| Freiburg           | Frajburg (srpski), Freiburg im Breisgau (njemački), Fribourg-en-Brisgau (francuski), Friburgo di Brisgovia (talijanski), Fryburg (poljski) |
| Freising           | Brižinje/Brižine (slovenski), Freising (njemački), Frisinga (španjolski, talijanski), Frisingue (francuski) |
| Fribourg           | Freiburg im Üechtland (njemački), Fribourg (engleski, francuski), Friburg (katalonski, retoromanski), Friburgo (portugalski, španjolski, talijanski), Fryburg (poljski) |
| Frombork           | Frauenburg (njemački), Frombork (poljski) |

## G
| Hrvatsko ime | Ostala imena ili bivša imena |
| ------------ | --- |
| Galipolje    | Galipolis (litavski), Galipolje (srpski), Gallipoli (engleski, rumunjski, talijanski), Gelibolu (turski), Kalípolis - Καλλίπολις (grčki) |
| Galway       | Gaillimh (irski), Galvia (latinski) |
| Gdanjsk      | Dancka (stariji mađarski, Dants - דאַנץ (jidiš), Dantzig (afrikaans, bivši nizozemski), Danzica (talijanski), Danzig (njemački), Gdaňsk (češki), Gdańsk (engleski, poljski), Gdanjsk (srpski), Gdanskas (litavski), Gduńsk (kašupski), Gedania (latinski), Gdansk (rumunjski), Danţig (stariji rumunjski), Dantsic (stariji engleski)                        |
| Gdynia       | Gdingen (bivši nizozemski, njemački), Gdiniô (kašupski/pomeranijski), Gdyně (češki), Gdynė (litavski), Gdynia (engleski, poljski, rumunjski), Gotenhafen (njemački 1939-1945) |
| Genova       | Cenova (turski), Đenova (srpski), Gênes (francuski), Genoa (engleski), Gènova (katalonski), Genova (finski, mađarski, rumunjski, slovenski, talijanski), Génova / Gênova (portugalski), Génova (španjolski), Genua (latinski, nizozemski, njemački, poljski, švedski), Genuja (litavski), Janov (češki, slovački), Yénova - Γένοβα (grčki), Zena (đenovski) |
| Gent         | Gand (francuski, portugalski, rumunjski), Gandawa (poljski), Gante (španjolski), Gaunt (stariji engleski), Gent (afrikaans, indonezijski, nizozemski, estonski, finski, njemački, švedski), Ghent (engleski), Guanto (starotalijanski) |
| Gibraltar    | Cebelitarık (turski), Gibilterra (talijanski), Gibraltar (engleski, portugalski, rumunjski, španjolski), Gibraltaras (litavski), Jabal-Tarīq (arapski) |
| Girona       | Gerona (rumunjski, španjolski), Gérone (francuski), Girona (engleski, katalonski, portugalski) |
| Gjirokastër  | Argirocastro (talijanski), Aryirókastro - Αργυρόκαστρο (grčki), Gjirokastër / Gjirokastra (albanski), Ergiri (turski) |
| Glarus       | Glaris (francuski), Glarona (talijanski), Glaruna (retoromanski), Glarus (engleski, njemački) |
| Glasgow      | Glaschú (irski), Glaschù (škotski galski) |
| Glastonbury  | Glaistimbir / Glaistimbir na nGael / Gloineistir (irski) |
| Gliwice      | Gleiwitz (njemački), Gliwice (engleski, poljski) |
| Głogów       | Glogau (njemački), Hlohov (češki), Glogov (srpski), Glogovia (latinski), Glogova (litavski), Głogów (engleski, poljski) |
| Gloucester   | Glevum (latinski) Caerloyw (velški) |
| Gmünd        | Cmunt (češki), Gmünd (njemački) |
| Gomelj       | Homiel = Гомель (bjeloruski), Gomel' (ruski), Homl - האָמל (jidiš), Homel (poljski) |
| Gorica       | Gorica (slovenski, srpski), Gorizia (engleski, talijanski), Görz (njemački), Gurize (Friulian) |
| Görlitz      | Görlitz (afrikaans, engleski, nizozemski, njemački, rumunjski), Zgorzelec (poljski), Zhořelec (češki), Zhorjelc (gornjolužički) |
| Göteborg     | Gautaborg (islandski), Gioteburgas (litavski), Göteborg (estonski, finski, njemački, poljski, rumunjski, švedski), Gøteborg (norveški), Göteburg (turski), Gotemburgo (portugalski, španjolski), Gotenburg (afrikaans, nizozemski, bivši njemački, bivši poljski), Gothenburg (engleski)                                                                    |
| Göttingen    | Getynga (poljski), Getynky (češki), Gœttingue (francuski), Gotinga (španjolski, portugalski), Gottinga (talijanski), Göttinga (srednjovjekovni mađarski) |
| Gramzow      | Gramzow (njemački), Grębowo (poljski) |
| Granada      | al-Ġarnāda (arapski), Granada (engleski, katalonski, litavski, portugalski, rumunjski, srpski, španjolski, talijanski), Grenade (francuski) |
| Graz         | Grác (mađarski, srpski), Gradec (staro hrvatski, slovenski), Graz (engleski, njemački, rumunjski), Grodziec (poljski), Štýrský Hradec (češki) |
| Greifswald   | Greifswald (afrikaans, engleski, francuski, nizozemski, njemački), Gryfia (poljski) |
| Grenoble     | Grasanòbol (okcitanski), Grenoble (engleski, francuski, talijanski) |
| Grodno       | Harodnia - Гародня (originalni bjeloruski), Gardinas (litavski), Grodno (poljski, ruski), Grodne - גראָדנע (jidiš), Гродно/Hrodno (ukrajinski) |
| Groningen    | Greuninge (limburški), Grins (frizijski), Groninga (talijanski, portugalski, španjolski), Groningen (afrikaans, engleski, nizozemski, njemački, rumunjski), Groningue (francuski), Grönnen / Grunnen / Grunn'n (groninški), Groot Loug ili Stad (lokalni nadimci)                                                                                           |
| Groznij      | Djovkhar Ghaala (Chechen), Džochargala (alternativno litavsko ime), Groznas (litavski), Groznîi (rumunjski), Grozny (engleski), Groznyj - Грозный (ruski) |
| Grudziądz    | Graudenz (njemački), Grudziądz (engleski, poljski) |
| Günzburg     | Günzburg (engleski, njemački), Gunzburgo (španjolski) |
| Gusev        | Gąbin (poljski), Gumbinė (litavski), Gumbinnen (njemački), Gusev - Гусев (ruski) |
| Győr         | Ghior (rumunjski), Győr (engleski, mađarski), Raab (njemački), Ráb (češki) |

## H
| Hrvatsko ime            | Ostala imena ili bivša imena |
| ----------------------- | --- |
| Haag                    | L'Aia (talijanski), Gaaga (ruski), De Haach (frizijski), Den Haag / 's-Gravenhage (nizozemski), Haag (češki, estonski, finski, slovački, slovenski, švedski), Den Haag / der Haag (njemački), Haaha (ukrajinski), Hag (srpski), Haga (poljski, rumunjski, litavski), Hága (mađarski), Haia (portugalski), An Háig (irski), La Haya (španjolski), La Haye (francuski), Ηáyi - Χάγη (grčki), Lāhāy (arapski), La Hey (turski), D'n Haag (D'n Haog) (limburški), The Hague (engleski)           |
| Haderslev               | Hadersleben (njemački), Haderslev (engleski, danski) |
| Hadrianopol, Drinopolje | Adhrianúpoli - Αδριανούπολη (grčki), Adrianopel (njemački), Adrianopla (portugalski), Adrianople (bivši engleski), Adrianopol (poljski, rumunjski, slovački), Adrianopole (rumunjski), Adrianopoli (talijanski, finski), Adrianopolis (češki, nizozemski), Adrianópolis (španjolski), Drinápoly (mađarski), Drinopol (inačica u češkom i slovačkom), Edirne (engleski), Hadrianople (inačica u engleskom), Jedrine (srpski), Odrin (bugarski), Uskudama (trakijski)                          |
| Hamburg                 | Amburgo (talijanski), Amvúrgho - Αμβούργο (grčki), Gamburg - Гамбург (ruski), Hamborg (danski), Hambourg (francuski), Hamburch (frizijski, donji saksonski), Hambūrġ (arapski), Hamburg (afrikaans, katalonski, Croatian, danski, estonski, njemački, mađarski, poljski, rumunjski, srpski, slovenski, švedski), Hamburgas (litavski), Hamburgo (portugalski, španjolski), Hamburk (češki), Hampuri (finski)                                                                                 |
| Hämeenlinna             | Hämeenlinna (engleski, estonski, finski), Tavastehus (švedski) |
| Hamelin                 | Hamelen (nizozemski), Hamelin (engleski, francuski, portugalski, talijanski), Hamelín (španjolski), Hameln (njemački) |
| Hanau                   | Hanau (engleski, njemački), Hanava (češki) |
| Hania                   | La Canée (francuski), Haniá - Χανιά (grčki), La Canea (katalonski, španjolski, talijanski) |
| Hannover                | Anóvero - Αννόβερο (grčki), Ganover - Гановер (ruski), Hannover (estonski, finski, nizozemski, njemački, švedski, talijanski), Hanover (engleski), Hanôver (portugalski), Hanóver (španjolski), Hanoveris (litavski), Hanovra (rumunjski), Hanovre (francuski), Hanower (poljski), Hanôve (valonski) |
| Harkov                  | Charkov (češki, slovački), Charkovas (litavski), Charków (poljski), Harkov (rumunjski, srpski), Harkova (finski), Hárkovo - Χάρκοβο (grčki), Karkov (turski), Kharkiv (engleski), Harkiv - Харків (ukrajinski), Har'kov - Харьков (ruski) |
| Hasselt                 | Hasselt (engleski, francuski, limburški, nizozemski), Hasse / Hasque / Hassèl (valonski), |
| Heerlen                 | Heerlen (engleski, nizozemski), Coriovallum (latinski), Heële (lokalni limburški) |
| Heligoland              | Helgoland (njemački, poljski, rumunjski), Heligolândia (portugalski), Dät Luun (sjevernofrizijski) |
| Helsinki                | Elsínki - Ελσίνκι (grčki), Helsingfors (danski, norveški, švedski), Helsingforsia (bivše latinsko ime), Helsingi (estonski), Helsingia (latinski), Hel'sinki (bugarski, ruski, ukrajinski), Helsinki (finski, njemački, poljski, rumunjski, slovenski, srpski, talijanski), Helsinkis (litavski), Helsinky (češki), Helsinque (brazilski portugalski), Helsínquia (portugalski), Chielsynki - Хельсынкі (bjeloruski) Helsset (sjevernosamijski), Hilsīnkī (arapski), Stadi and Hesa (Slangi) |
| Heraklion               | Càndia (katalonski), Candia (talijanski, španjolski), Cândia/Heráclion (portugalski), Candie (starofrancuski), Héraklion (francuski), Iraklio - Ηράκλειο (grčki), Iraklion (poljski, srpski, rumunjski), Kandiye (turski) |
| 's Hertogenbosch        | 's Hertogenbosch (engleski, nizozemski), Bois-le-Duc (francuski), Boscoducale (talijanski), De Bos(j) (limburški) |
| Hoyerswerda             | Hoyerswerda (engleski, njemački), Wojerecy (lužički) |
| Hum                     | Hum (engleski, slovenski), Colmo (talijanski) |
| Huy                     | Huy (engleski, francuski), Hoei (nizozemski), Hu (valonski) |

## I
| Hrvatsko ime | Ostala imena ili bivša imena |
| ------------ | --- |
| Iaşi         | Iaşi (engleski, rumunjski), Iasó - Ιασώ (grčki), Iassy (bivši francuski), Jasi (staro hrvatski), Jászvásár (staromađarski), Jassy (njemački, poljski, bivši engleski), Yaş (turski) |
| Iglesias     | Iglesias (engleski, španjolski, talijanski), Igresias (sardinijski), Villa di Chiesa (bivši talijanski), Is Cresias (bivši sardinijski), Esglesies ili Iglesies (katalonski) |
| Innsbruck    | Innsbruck (engleski, njemački), Inomost (staroslovenski), Inomostí / Inšpruk (češki), Insbrukas (litavski), Insbruque (portugalski), Inzbruk (srpski) |
| Ioannina     | Giannina (talijanski), Ianina (rumunjski, vlaški), Ioannina (finski), Ioánnina - Ιωάννινα (grčki), Janinë / Janina (albanski), Yánena - Γιάννενα/Yánina - Γιάννινα (grčke inačice), Yanya (turski) |
| Iraklion     | Vidi Heraklion |
| İskenderun   | Aleksandretta (poljski), Alessandretta (talijanski), Alexandreta (portugalski), Alexandretta (inačica u engleskom, njemački), Alexandrétta - Αλεξανδρέττα (grčki), Alexandrette (inačica u francuskom, njemački), Iskandarūn - إسكندرون (arapski), (al-)Iskandariya (bivši arapski), İskenderiye (turski do 1939), İskenderun (nizozemski, njemački, turski), Scanderoon (bivši inačica u engleskom) |
| Istanbul     | Bolis (armenski), Estambul (španjolski), Istambul (hrvatski, talijanski, portugalski), Istanboel (nizozemski), Istanbūl (arapski), Istanbuł / Stambuł (poljski), Istanbul (francuski, rumunjski, slovenski, srpski), İstanbul (turski), Isztambul (mađarski), Κωνσταντινούπολις / Konstantinúpolis Η Πόλη/I Poli (tj. Grad) (grčki), Mikligarður (islandski), Stamboll (albanski), Stambul (ruski, ukrajinski), Stambula (latvijski), Stambulas (litavski) Bivša imena: Caergystennin (velški), Bizancio / Constantinopla (španjolski), Constantinoble (katalonski), Bizánc / Konstantinápoly (mađarski), Bizanc / Carigrad / Konstantinopel (slovenski), Bizâncio / Constantinopla (portugalski), Bizancjum / Carogród / Konstantynopol (poljski), Bizant / Carigrad / Konstantinopol (hrvatski), Bizant / Carigrad / Konstantinopolj (srpski), Bizanţ / Constantinopol(e) / Stambul / Țarigrad (rumunjski), Bisanzio / Costantinopoli (talijanski), Bysants / Konstantinopel (norveški),, Byzance / Constantinople / Stamboul (francuski), Byzantium / Constantinople (engleski), Byzantium / Constantinopolis (latinski), Carigrad (hrvatski, srpski), Konstantinobolis (armenski), Cařihrad / Konstantinopol (češki), Carihrad / Konštantínopol (slovački), Constantinopel (nizozemski), Konstantinopel (njemački, švedski), Konstantinopoli (finski), Mikligarðr (staronordijski),Miklagord - (starošvedski), Qushta - קושטא (hebrejski), Tsarigrad (ruski), Vizántion - Βυζάντιον (grčki); Estambul, Konstantinopyla, Koshta, Koshtandina, Kospoli, Kostan (ostale inačice tijekom otomanskog razdoblja) |
| Izmir        | Esmirna (katalonski, portugalski, španjolski), İzmir (armenski, srpski, turski), Smirna (bivši hrvatski, bivši srpski, bivši rumunjski), Smirne (talijanski), Σμύρνη / Smýrni (grčki), Smyrna (inačica u engleskom) |

## J
| Hrvatsko ime       | Ostala imena ili bivša imena |
| ------------------ | --- |
| Jablonec nad Nisou | Gablonz (njemački) |
| Jakobstad          | Jakobstad (engleski, švedski), Pietarsaari (estonski, finski) |
| Jalta              | Ialta (rumunjski), Jalta (švedski), Jałta (poljski, litavski), Yalta (krimskotatarski, turski, engleski), Yalta - Ялта (ruski, ukrajinski) |
| Jarosław           | Jaroslau (njemački), Jarosław (engleski, poljski), Yareslev - יאַרעסלעװ (jidiš), Yaroslav (ruski) |
| Jekaterinburg      | Jekaterinburg (finski, njemački, slovenski, srpski, švedski), Jekaterynburg (poljski), Ekaterinbourg (francuski), Ekaterinburg (rumunjski), Ekaterimburgo (španjolski), Sverdlovsk (bivše ime), Jekaterinburgas (litavski), Yekaterinburg (engleski) |
| Jena               | Iéna (francuski), Iena (rumunjski), Jena (engleski, njemački) |
| Jeruzalem          | Gerusalemme (talijanski), Hierusalem (latinski), Ierusalim (rumunjski), Ierusalím - Ιερουσαλήμ ili Ierosólima - Ιεροσόλημα (grčki), Ierusalim - Иерусалим (ruski), Jerozolima (poljski), Jerusalem (danski, engleski, finski, norveški, njemački, španjolski, švedski), Jerusalém (portugalski), Jeruusalemm (estonski), Jeruzalem (nizozemski, poljski, slovački, slovenski), Jeruzalém (češki), Jeruzalė (litavski), Jeruzāleme (latvijski), Jeruzsálem (mađarski), Jérusalem (francuski), Yerusaghem (armenski), Yərušaláyim - יְרוּשָׁלַיִם (hebrejski), Yərûšəlem - יְרוּשְׁלֶם (aramejski), al-Quds - القُدس (arapski), Єрусалим (ukrajinski) |
| Jihlava            | Iglau (njemački), Jihlava (češki, engleski) |
| Jurbarkas          | Jurbarkas (engleski, litavski), Georgenburg (njemački), Yurburg (jidiš) |
| Jyväskylä          | Jyväskylä (engleski, finski, švedski) |

## K
| Hrvatsko ime        | Ostala imena ili bivša imena |
| ------------------- | --- |
| Kajaani             | Kajaani (finski), Kajana (švedski) |
| Kalinjingrad        | Kaliningrad (engleski), Kaliningrad - Калининград (ruski, švedski), Kalingrad (poljski), Kalininhrad - Калінінград (bjeloruski, ukrajinski), Karalaviec - Каралявец (bivši bjeloruski), Kaliningrado (španjolski, portugalski), Kalinjingrad (srpski), Kaljinjingrad - Каљињинград (srpski), Karaliaučius (litavski), Kenigsberg קעניגסבערג (jidiš), Keunigsbarg (donji saksonski), Koningsbergen (nizozemski), Königsberg (njemački), Konigsberga (staroportugalski), Královec (češki), Królewiec (bivši poljski), Kalinyingrád/Königsberg (mađarski)                                                                                 |
| Kamenec-Podolskij   | Camenecium (latinski), Cameniţa (rumunjski), Kamenets קאַמענעץ (jidiš), Kamenets-Podol'skiy - Каменец-Подольский (ruski), Kamianets-Podilskyi (engleski), Kamieniec Podolski (poljski), Kam"yanets'-Podil's'kyy - Кам’янець-Подільський (ukrajinski) |
| Kamenz              | Kamenz (engleski, njemački), Kamjenc (gornjolužički) |
| Kandalaksha         | Kandalaksha - Кандалакша (ruski), Kannanlahti / Kantalahti (finski) |
| Karlovy Vary        | Carlsbad (engleski), Karlovi Vari (bugarski, srpski), Karlovy Vary (češki), Karlsbad (njemački, švedski) Karlowe Wary (poljski) |
| Kartuzy             | Karthaus (njemački), Kartuzy (engleski, poljski) |
| Katovice            | Katovicai (litavski), Katovice (češki, srpski), Katoviçe (turski), Katowice (engleski, poljski), Kattowitz (njemački); Stalinogród (poljski 1953-1956), Katovice (mađarski) |
| Kaunas              | Koŭna - Коўна (bjeloruski), Kauen (njemački), Kaunas (engleski, litavski, srpski, švedski), Kovne - קאָװנע (jidiš), Kovno (češki), Kovno - Ковно (ruski), Kowno (poljski) |
| Kazan               | Casan (latinski), Kasan (njemački), Kazań (poljski), Qazan (tatarski) |
| Kečkemit/Kečkemerac | Kecskemét (mađarski) |
| Kem                 | Kem' - Кемь (ruski), Kemi ili Vienan Kemi (finski) |
| Kemi                | Giepma (sjevernosamijski) |
| Kerč                | Kerç (tatarski), Kerch (engleski), Kerch - Керч (ukrajinski), Kerch - Керчь (ruski), Kercz (poljski), Kerci (rumunjski), Kertš (finski) |
| Kętrzyn             | Kętrzyn (engleski, poljski), Rastenburg (njemački) |
| Kiel                | Kiel (engleski, estonski, mađarski, njemački, rumunjski, švedski), Ķīle (latvijski), Kilonia (poljski), Kylis (litavski), Quília (portugalski) |
| Kielce              | Kelts - קעלץ (jidiš), Kel'tsy - Кельцы (ruski), Kielce (engleski, poljski) |
| Kijev               | Kænugarður (islandski), Kiëv (nizozemski), Kiev (engleski, portugalski, rumunjski, španjolski, švedski, talijanski) Kiev - קיִעװ (jidiš), Kijeŭ - Кіеў (bjeloruski), Kíevo - Κίεβο (grčki), Kiew (njemački), Kiiev (estonski), Kijev (mađarski, srpski, slovenski), Kijeva (latvijski), Kijevas (litavski), Kijów (poljski), Kiova (finski), Kiyev - Киев (ruski), Kīyif (arapski), Kyjev (češki, slovački); Kyjiv - Київ (ukrajinski), Qiyov - קיוב (hebrejski), Chiu ([vrlo] starorumunjski) |
| Kilkenny            | Cill Chainnigh (irski) |
| Kiruna              | Giron (Sami), Kiiruna (finski), Kiruna (engleski, švedski) |
| Kišinjev            | Chişinău (engleski, rumunjski), Chisinau (katalonski, portugalski), Keshenev - קעשענעװ (jidiš), Kischinew (njemački), Kishinev (bivši engleski), Kishinjov - Кишинёв (ruski), Kīšīnāw (arapski), Kišineu (bugarski), Kišiněv (češki), Kišiniovas (litavski), Kišinjev (srpski), Kišiňov (slovački), Kisinyov (mađarski), Kisjenő (stariji mađarski), Kiszyniów (poljski), Kyšyniv (ukrajinski) |
| Klagenfurt          | Celovec (češki, bivši hrvatski, slovenski), Klagenfurt (njemački), Želanec (alternativno češko ime) |
| Klaipeda            | Klaipeda (engleski, estonski, finski), Klaipėda (litavski), Kłajpeda (poljski, bjeloruski), Meemel (bivši estonski), Memel (njemački) |
| Kobarid             | Caporetto (rumunjski, talijanski), Kobarid (slovenski) |
| Koblenz             | Coblença (portugalski), Coblence (francuski), Coblenz (engleski), Coblenza (talijanski, španjolski), Koblencja (poljski), Koblenz (njemački, rumunjski, slovenski), Kueblenz (luksemburški) |
| Kolkwitz            | Gołkojce (donjolužički), Kolkwitz (Niederlausitz) (njemački) |
| Koložvar            | Claudiopolis (crkveni latinski), Napoca (klasični latinski), Cluj-Napoca (rumunjski, službeni), Cluj (rumunjski, neslužbeni), Klausenburg (njemački), Kluž (češki, slovački), Kluż (poljski), Kolozsvár (mađarski) |
| Köln                | Cologne (engleski, francuski), Colonia (španjolski, talijanski), Colónia (portugalski), Colònia (katalonski), Keln - Келн (srpski), Keln - קעלן (jidiš), Kelnas (litavski), Keulen (nizozemski), Kjol'n (ruski, ukrajinski), Kolín nad Rýnem (češki), Kolín nad Rýnom (slovački), Kölle (kölsch [lokalni dijalekt], limburški), Köln (estonski, finski, islandski, mađarski, njemački, rumunjski, švedski, turski), Kolonía - Κολωνία (grčki), Kolonia (poljski), Ķelne (latvijski) |
| Kolomija            | Colomeea (rumunjski), Kilemey - קילעמײ (jidiš), Kolomea (njemački), Kołomyja (poljski), Kolomyya (engleski), Kolomyya - Коломия (ukrajinski) |
| Komoran             | Komárom (mađarski), Komárno (slovački), Komorn (njemački), Komoran ili Коморан (srpski) |
| Komotini            | Gümülcine (turski), Komotini - Κομοτηνή (grčki) |
| Kondopoga           | Kondopoga - Кондопога (ruski), Kontupohja (finski) |
| Konstanz            | Constance (francuski, inačica u engleskom), Constança/Constância (portugalski), Constanţa (engleski, rumunjski), Costanza (talijanski), Konstanca (mađarski, poljski, srpski), Konstancja (poljski), Konstanz (inačica u engleskom), Köstence (turski), Kostnice (češki), Konstántza - Κωνστάντζα (grčki), Küstendji (bivši turski) |
| Kopar               | Capodistria (talijanski), Kopar (srpski), Koper (engleski, slovenski) |
| Kopenhagen          | Cóbanhávan (irski), Copenaghen (talijanski), Copenhaga (portugalski, rumunjski), Copenhagen (engleski), Copenhague (brazilski portugalski, katalonski, francuski, španjolski), Hafnia (latinski), Kaupmannahöfn (islandski), Kobenhaven (slovenski), København (danski, norveški), Kūbinhāġin (arapski), Kodaň (češki, slovački), Kööpenhamina (finski), Kopengagen (bugarski, ruski), Kopenhaagen (estonski), Kopenhag (turski), Kopenhaga (litavski, poljski), Kopenhagen (nizozemski, njemački, srpski), Kopenhāgena (latvijski), Köpenhamn (švedski), Kopenkhági - Κοπεγχάγη (grčki), Koppenhága (mađarski), Kopenhago (esperanto) |
| Köpenick            | Köpenick (engleski, njemački), Kopník (češki) |
| Korçë               | Koritsa - Κορυτσά (grčki), Korçë / Korça (albanski), |
| Korint              | Corint (katalonski, rumunjski), Corinth (engleski), Corinthe (francuski), Corinto (portugalski, španjolski, talijanski), Korint (češki, slovački, slovenski, srpski), Kórinta (islandski), Korintas (litavski), Korinth (njemački, švedski), Korinthe (nizozemski), Kórinthos - Κόρινθος (grčki), Korintti (finski), Korynt (poljski) |
| Kortrijk            | Kortrijk (engleski, nizozemski), Kortryk (afrikaans) Courtrai (francuski, rumunjski), Kortriek (limburški) |
| Kosovo Polje        | Amselfeld (njemački), Câmpia Mierlei (rumunjski), Champ des merles (francuski), Fushe Koseve (albanski), Kosovo Polje (srpski), Kosowe Pole (poljski), Kosifopédhio - Κοσσυφοπέδιο (grčki), Merelveld (afrikaans, nizozemski), Rigómező (mađarski) |
| Košice              | Cassovia (latinski), Kaschau (njemački), Kasha (romski), Kassa (mađarski), Košice (rumunjski, slovački, srpski), Koshytsi - (staroukrajinski) Koszyce (poljski), Caşovia (starorumunjski) |
| Kotor               | Cattaro (talijanski), Kotor (engleski, srpski) |
| Kovel               | Kovel' - Ковель (ruski, ukrajinski), Kowel (poljski), Kovl - קאָװל (jidiš) |
| Krakov              | Cracow (engleski inačica), Cracovia (rumunjski, španjolski, talijanski), Cracóvia (portugalski), Cracovie (francuski), Kroke - קראָקע (jidiš), Kraká (islandski), Krakau (nizozemski, njemački), Краків/Krakiv (ukrajinski), Krakkó (mađarski), Krakov (češki, ruski, slovački, slovenski, srpski, turski), Krakova (finski), Krakovía - Κρακοβία (grčki), Krakovo (esperanto), Kraków (engleski, poljski, švedski), Krākūf (arapski), Krokuva (litavski), Krakaŭ - Кракаў (bjeloruski) |
| Krems               | Krems (njemački), Kremže / Křemže (češki) |
| Krf                 | Corcira / Corfu (portugalski, rumunjski), Corcyra (latinski), Corfou (francuski), Corfu (engleski), Corfù (talijanski), Corfú (katalonski, španjolski), Kérkira - Κέρκυρα (grčki), Korfoe / Corfu (nizozemski), Korfu (finski, mađarski, njemački, poljski, slovački, švedski), Krf (slovenski), Krf - Крф (makedonski, srpski) |
| Kristianstad        | Kristianstad (engleski, švedski), Kristianstadas (litavski) |
| Kristinestad        | Christinae Stadh (bivši švedski), Kristiinankaupunki (finski), Kristinestad (engleski, švedski), Kristingrad - Кристинград (srpski) |
| Krnov               | Carnovia (latinski), Jägerndorf (njemački), Karniów (bivši poljski), Krnov (češki, engleski), Krnów (poljski) |
| Kropyvnyckyj        | Krapiŭnicki - Крапіўніцкі (bjeloruski), Kropivnickij (mađarski), Kropivnickij - Кропивницкий (ruski), Kropîvnîțkîi (rumunjski), Kropıvnıtskıy (krimski), Kropyvnycjkyj - Кропывныцькый (rusinski), Kropyvnytskyi (engleski, portugalski, španjolski), Kropyvnycký (slovački), Kropywnycki (poljski); bivši Jelizavetgrad, Kirovohrad |
| Kudowa Zdrój        | Chudoba (češki), Kudowa-Zdrój (engleski, poljski) |
| Kuopio              | Kuopio (engleski, finski, švedski) |
| Kwidzyn             | Kwidzyn (poljski), Marienwerder (njemački) |
| Kyle of Lochalsh    | Caol Loch Ailse (škotski galski) |

## L
| Hrvatsko ime | Ostala imena ili bivša imena |
| ------------ | --- |
| Labin        | Albona (talijanski), Labin (engleski, srpski) |
| Lahti        | Lahti (engleski, estonski, finski, rumunjski, slovenski), Lahtis (švedski) |
| Lahva        | Łachwa (poljski), Lakhva (engleski), лахва (ruski) |
| Lappeenranta | Lappeenranta (engleski, estonski, finski), Villmanstrand (švedski) |
| Lausanne     | Lausanne (engleski, francuski, rumunjski, švedski), Lausana (španjolski, portugalski), Losanna (talijanski), Lozan (armenski, turski), Lozana (srpski), Lozáni - Λωζάννη (grčki), Lozanna (poljski), Luzana (slovenski) |
| Lavov        | Ilyvó (mađarski), Lavov (srpski), Lemberg (njemački), Lemberg - לעמבערג (jidiš), Léopol (francuski), Leopoli (talijanski), Leopolis (latinski), Liov (rumunjski), L'viv (engleski), L'viv - Львів (ukrajinski), Lvov (finski, portugalski, slovenski), L'vov - Львов (ruski), Ľvov (slovački), Lvovas (litavski), Lwów (poljski), Lvoŭ - Львоў (bjeloruski) |
| Leeuwarden   | Leeuwarden (engleski, nizozemski), Ljouwert (frizijski), Liwwarden (gradski frizijski), Liewarde (limburški) |
| Leghorn      | Liorna (španjolski), Livorno (talijanski, finski, njemački, portugalski, rumunjski), Livourne (francuski) |
| Leicester    | لستر (perzijski), Caerlyr (velški), Ratae (latinski), Leicestria (crkveni latinski) |
| Leiden       | Leida (portugalski, rumunjski, talijanski), Leiden (engleski, nizozemski, slovenski), Lejda (poljski), Leyde (francuski), Leyden (inačica u engleskom) |
| Leipzig      | Lajpcyg - Ляйбцыґ (bjeloruski), Lajpcig (srpski), Leipcigas (litavski), Leipsic (engleski), Leipzig (engleski, francuski, njemački, rumunjski, slovenski, švedski), Lipcse (mađarski), Lipsca (starorumunjski), Lipsía - Λειψία (grčki), Lipsia (talijanski), Lípsia (portugalski), Lipsk (donjolužički, poljski), Lipsko (češki, slovački) |
| Lębork       | Lauenburg (njemački), Lębork (engleski, poljski) |
| Leuven       | Leuven (afrikaans, engleski, nizozemski), Louvain (francuski, rumunjski), Lováin (irski), Lovaina (katalonski, portugalski, španjolski), Lovaň (češki), Lovanio (talijanski), Löwen (njemački), Lovin (valonski), Léiwen (luksemburški) |
| Lezhë        | Lezhë / Lezha (albanski), Alessio (talijanski) |
| Liège        | Lîdje / Lîdge (valonski), Liege (finski, švedski, turski), Liège (engleski, francuski, mađarski, rumunjski, švedski), Liége (bivši francuski, portugalski), Liegi (talijanski), Léck (luksemburški), Lieĝo (esperanto), Lieja (katalonski, španjolski), Liež (srpski), Luik (nizozemski), Lutych (češki), Lüttich (njemački), Leodium (latinski), Liégi - Λιέγη (grčki), Льеж (ruski), Лиеж (bugarski), ولييج (arapski), ליאז' (hebrejski), Luuk (Luik) (limburški) |
| Liepāja      | Libau (njemački), Libava (bivši ruski), Libave - ליבאַװע (jidiš), Liepaja (estonski), Liepāja (latvijski), Liibavi (bivši estonski), Lipawa (poljski), Liyepaya (ruski) |
| Lier         | Lier (nizozemski), Lierre (francuski) |
| Lille        | Lil (srpski), Lilla (katalonski, talijanski), Lille (engleski, francuski, portugalski, rumunjski), Rijsel (nizozemski) |
| Limoges      | Lemòtges (okcitanski), Limož (srpski) |
| Limassol     | Lemesos - Λεμεσός (grčki), Leymosun (turski) |
| Limerick     | Limeriko (esperanto), Luimneach (irski) |
| Linköping    | Lincopia (latinski), Linköping (danski, engleski, finski, švedski) |
| Linz         | Linec (češki), Linz (engleski, njemački, rumunjski, slovenski, srpski), Lentia (latinski) |
| Lisabon      | ليسبون (perzijski), Liospóin (irski), Lisabon (češki, srpski, slovački), Lisabona (litavski, rumunjski), Lisboa (portugalski, španjolski), Lisbon (engleski), Lisbona (talijanski), Lisbonne (francuski), Lisbono (esperanto), Lišbūna (arapski), Lissabon (danski, estonski, finski, nizozemski, njemački, ruski, švedski), Lissavóna - Λισσαβώνα (grčki), Lisszabon (mađarski), Lizbon (armenski, turski), Lizbona (poljski, slovenski), Ushbune (staroarapski) |
| Liverpool    | ليورپول (perzijski), Learpholl (irski), Lerpwl (velški), Liverpūle (latvijski), Liverpulis (litavski), Liverpulo (esperanto), Llynlleifiad (bivši velški) |
| Lleida       | Lerida (talijanski, rumunjski), Lérida (francuski, portugalski, španjolski), Lleida (engleski, katalonski) |
| Löbau        | Löbau (engleski, njemački), Lubij (gornjolužički), Lubiniec (poljski) |
| London       | Landan (arapski), لندن (perzijski), Llundain (velški), Londain (irski), Londan - Лёндан (bjeloruski), Londe (limburški), Londen (afrikaans, nizozemski), Londhíno - Λονδίνο (grčki), Londinium (latinski), Londona (latvijski), Londonas (litavski), Londono (esperanto), Londra (rumunjski, talijanski, turski), Londres (francuski, katalonski, portugalski, španjolski), Londyn (poljski), Londýn (češki, slovački), Lontoo (finski), Loundres (kornijski), Lundenwic (anglo-saksonski), Lundúnir (islandski), Lunnainn (škotski galski), Rondon - ロンドン (japanski) |
| Londonderry  | Derio (esperanto), Derry (gotovo univerzalno prihvaćeno u engleskom u Republici Irskoj; sporna upotreba u Sjevernoj Irskoj), Doire/Doire Cholm Cille (irski), Lunnonderry (škotski) |
| Longwy       | Longwy (engleski, francuski), Langich (njemački), Lonkech ili Lonkesch (luksemburški) |
| Lourdes      | Lorda (katalonski, okcitanski), Lourde (provansalski), Lourdes (engleski, francuski, portugalski, rumunjski, talijanski), Lurdy (češki) |
| Lübben       | Lübben (engleski, njemački), Lubin (donjolužički, poljski) |
| Lübbenau     | Lübbenau (engleski, njemački), Lubnjow (donjolužički) |
| Lübeck       | Libek (srpski), Lībeka (latvijski), Liubekas (litavski), Lubecca (talijanski), Lübeck (engleski, francuski, njemački, rumunjski, švedski), Lubek (češki), Lubeka (poljski), Lubeque (portugalski), Lüübek (estonski), Lyypekki (finski) |
| Lucca        | Luca (portugalski), Lucca (engleski, rumunjski, talijanski), Lucques (francuski), Lukka (poljski) |
| Lucern       | Liucerna (litavski), Lucern (češki, srpski, slovenski), Lucerna (poljski, portugalski, retoromanski, rumunjski, španjolski, talijanski), Lucerne (engleski, francuski), Lukérni - Λουκέρνη (grčki), Luzern (afrikaans, nizozemski, njemački, finski, srpski, švedski, turski), Luzerna (katalonski) |
| Luleå        | Luleå (engleski, švedski), Lulėja (litavski), Luleo (srpski), Luulaja (finski) |
| Lund         | Lund (danski, engleski, švedski), Lunda (latinski) |
| Lüneburg     | Lüneburch (donji saksonski), Lüneburg (engleski, njemački, rumunjski), Luneburgo (portugalski, talijanski), Lunenburg (nizozemski, inačica u engleskom) |
| Lutsk        | Luckas (litavski), Luţk (rumunjski), Lutsk / Luts’k / Луцьк (ukrajinski), Łuck (poljski), |
| Luxembourg   | Lëtzebuerg (luksemburški), Liuksemburgas (litavski), Ljuksemburg - Люксембург (bugarski, ruski), Ljuksemburh (ukrajinski), Lucemburk (češki), Lucsamburg (irski), Luksemboarch (frizijski), Luksemburg (hrvatski [za državu], makedonski, poljski, srpski, slovenski), Lüksemburg (turski), Luksemburga (latvijski), Luksemburgio (esperanto), Lussemburgo (talijanski), Lussimbork (valonski), Lützelburg (bivši njemački), Lúxemborg (islandski), Luxemborg / Luxembourg / Luxemburg (danski), Luxembourg (engleski, estonski, francuski, mađarski [za grad]), Luxemburg (afrikaans, baskijska inačica, engleski inačica, katalonski, finski, mađarski [za državu], nizozemski, njemački, rumunjski, švedski), Luxemburgia (latinska inačica), Luxemburgo (portugalski, španjolski), Luxemburgum (latinski), Luxembursko (slovački), Luxemvúrgho - Λουξεμβούργο (grčki), Luxenburgo (baskijski), Lwcsembwrg (velški), Luksemburg - Люксэмбурґ (bjeloruski) |
| Lyon         | Lião (portugalski), Lijonas (litavski), Lió (katalonski), Lione (talijanski), Liono (esperanto), Liyon (srpski), Lugdunum ili Lugudunum (latinski), Lyon (engleski, francuski, njemački, rumunjski, slovenski), Lyón (španjolski), Lyons (tradicionalno englesko ime), Lión - Λυών (grčki) |

## Lj
| Hrvatsko ime | Ostala imena ili bivša imena |
| ------------ | --- |
| Ljubljana    | Laibach (njemački), Liubliana (portugalski, rumunjski, španjolski), Liublijana (litavski), Liyūbliyānā (arapski), Ljubljana (engleski, finski, francuski, srpski, slovenski, švedski), Lubiana (talijanski), Lublaň (češki), Lublana (poljski), Ľubľana (slovački), Lubyana (turski) |

## M
| Hrvatsko ime    | Ostala imena ili bivša imena |
| --------------- | --- |
| Maastricht      | Mastriht (srpski), Maastricht (engleski, francuski, nizozemski, rumunjski), Maestricht (bivši francuski, flamanski, rumunjska inačica), Mastrichtas (litavski), Mastrique (španjolski), Mestreech (limburški), Traiectum ad Mosam ili Traiectum superius (latinski), Måstrek / Li Trek (valonski) |
| Madrid          | Madhríti - Μαδρίτη (grčki), Madorīdo - マドリード (japanski), Madri (brazilski portugalski), Madrid (engleski, francuski, europski portugalski, rumunjski, španjolski, švedski, talijanski), Madridas (litavski), Madrido (esperanto), Madryt (poljski), Maidrid (irski), Mecrit (arapski) |
| Mainz           | Määnz (lokalni dijalekt), Magonza (talijanski), Maguncia (španjolski), Mainz (engleski, njemački, rumunjski, švedski), Majnc (srpski), Mayence (francuski), Mogúncia (portugalski), Moguncja (poljski), Moguntiacum (latinski), Mohuč (češki, slovački), Meenz (bivši lokalni dijalekt), Maienţa (starorumunjski), Maghentía - Μαγεντία (grčki, uz moderno ime) |
| Malbork         | Malbork (poljski), Marienburg (njemački), Malborg (rumunjski) |
| Malmö           | Malmogia (latinski), Malmø (danski) Malmö (engleski, finski, švedski) |
| Manchester      | Manceinion (velški), Mančestra (latvijski), Manĉestro (esperanto), Mančesteris (litavski), Manchain (irski), Mancunium (latinski) |
| Mantova         | Mantoue (francuski), Mantova (talijanski, finski, češki, rumunjski, slovački), Mantua (engleski, latinski), Mântua (portugalski) |
| Maribor         | Marburg (njemački), Marburgo (portugalski), Maribor (rumunjski, slovenski, srpski), Morpurgo (starotalijanski) |
| Mariehamn       | Maarianhamina (finski), Mariehamn (švedski) |
| Marktredwitz    | Marktredwitz (njemački), Ředvice (češki) |
| Marseille       | Marseille (engleski, francuski, švedski), Marseilles (engleska inačica), Marsel' - Марсель (ruski), Marselha (portugalski), Marselis (litavski), Marselj (srpski), Marseljo (esperanto), Marsella (španjolski), Marsiglia (talijanski), Marsilha/Marselha (okcitanski), Marsilia (rumunjski), Marsīliyā (arapski), Marsilya (armenski, turski), Marsylia (poljski), Massalía - Μασσαλία (grčki) |
| Mechelen        | Malinas (španjolski), Malines (francuski, katalonski, rumunjski), Mechelen (engleski, nizozemski), Mecheln (njemački), Mechlin (starije englesko ime) |
| Meissen         | Meißen (engleski, njemački), Míšeň (češki), Misnia (talijanski), Miśnia (poljski), Meissen (rumunjski) |
| Melk            | Medlík (češki), Melk (engleski, njemački), Mölk (bivši njemački) |
| Messina         | Messíni - Μεσσίνη (grčki),Messina (portugalski, rumunjski, talijanski), Messine (francuski), Messyna / Mesyna (poljski), Missina (sicilijanski) |
| Metz            | Divodurum (latinski), Mec - Мец (bugarski, ruski, srpski), Mety (češki), Metz (engleski, francuski, njemački, portugalski, rumunjski, talijanski) |
| Międzybórz      | Mezbizh - מעזביזש (jidiš), Międzybórz (poljski) |
| Miercurea-Ciuc  | Csíkszereda (mađarski), Miercurea-Ciuc (rumunjski), Szeklerburg (njemački) |
| Mikkeli         | Mikkeli (finski), Sankt Michel (švedski) |
| Mikulov         | Mikulov (češki), Nikolsburg (njemački) |
| Milano          | Mailand (njemački), Mediolan (poljski), Mediólana (bivši grčki), Mediolānum (latinski), Milà (katalonski), Milaan (nizozemski), Milan (engleski), Milán (češki, španjolski), Milāna (latvijski), Milano (esperanto, finski, rumunjski, slovenski, srpski, švedski, talijanski, turski), Miláno - Μιλάνο (grčki, slovački), Milánó (mađarski), Mīlānū (arapski), Milão (portugalski), Milanas (litavski) |
| Minsk           | Minsk - Мінск ili Miensk - Менск (bjeloruski), Minsk - Минск (ruski, srpski), Minsk - מינסק (jidiš), Mińsk (poljski), Mins'k - Мінськ (ukrajinski), Minska (latvijski), Minsko (esperanto), Minszk (mađarski), Minskas (litavski), Minsk (engleski, rumunjski) |
| Miskolc         | Miskolc (engleski, mađarski), Miškolc (srpski), Miškovec (češki, slovački), Miszkolc (poljski), Mişcolţ (rumunjski) |
| Mogiljov        | Mahiloŭ - Магілёў (bjeloruski), Mahilyow (engleski), Mogilev (ruski), Mogilew ili Mohylew (poljski), Molev - מאָלעװ (jidiš), Movilău (rumunjski), Moghilău (rumunjska inačica), Mogiliovas (litavski) |
| Moineşti        | Moineşti (rumunjski), Mojnest (mađarski) |
| Monako          | Manaka - Манака (bjeloruski), Monaco (danski, engleski, estonski, finski, francuski, mađarski, nizozemski, njemački, rumunjski, švedski, talijanski, velški), Monacó (irski), Mónaco (portugalski, španjolski), Monakas (litavski), Monako (baskijski, esperanto, latvijski, poljski, slovački, slovenski, srpski, turski), Monakó - Μονακό (grčki), Mónakó (islandski), Monegue (okcitanski), Monoecus (latinski), Munegu (monegaški) |
| Mons            | Bergen (nizozemski), Berĥeno (esperanto), Mons (francuski, rumunjski), Mont (valonski), Berg (limburški) |
| Monschau        | Monschau (engleski, njemački), Montjoie (francuski) |
| Montbéliard     | Mömpelgard (njemački), Montbéliard (engleski, francuski) |
| Moskva          | Maskava (latvijski), Maskva (litavski), Maskva - Масква (bjeloruski), Mosca (talijanski), Moscó (irski), Moscou (francuski, brazilski portugalski), Moscova (rumunjski), Moscovo (portugalski), Moscow (engleski), Moscú (španjolski), Mosekao (havajski), Moskau (njemački), Móskha - Μόσχα (grčki), Moskou (afrikaans, nizozemski), Moskova (finski, turski), Moskva (armenski, bugarski, češki, danski, estonski, hebrejski, norveški, ruski, slovački, slovenski, srpski, švedski, ukrajinski), Moskve - מאָסקװע (jidiš), Moskvo (esperanto), Moskwa (indonezijski, poljski), Mosukuwa - モスクワ (japanski), Moszkva (mađarski), Mūskū (arapski) |
| Mosonmagyaróvár | Mosonmagyaróvár (mađarski), Wieselburg-Ungarisch Altenburg (njemački) |
| Motovun         | Motovun (engleski, slovenski, srpski), Montona (talijanski) |
| Mścisłaŭ        | Vidi Amścisłaŭ |
| Mukačeve        | Mucacevo (rumunjski), Mukačevo (češki, slovački), Mukacheve (engleski), Mukacheve - Мyкaчeвe (ukrajinski), Mukachevo - Мyкaчeвo (ruski, srpski), Mukachiv - Мyкaчiв (Ruthenian), Mukaczewo (poljski), Minkatsh - מינקאַטש (jidiš), Muncaci (rumunjski inačica), Munkács (mađarski), Munkatsch (njemački) |
| Mulhouse        | Milhüse ili Milhüsa (alzaški), Mülhausen (njemački), Mulhouse (francuski), Mylhúzy (češki), Miluza (poljski) |
| München         | Minhen (srpski), Minhene (latvijski), Minkhn - מינכן (jidiš); Miunchenas (litavski), Miyūnikh (arapski), Мюнхен/Myunkhen (bjeloruski, bugarski, ruski, ukrajinski), Mnichov (češki), Mníchov (slovački), Monachium (poljski), Monaco di Baviera (talijanski), Mónakho - Μόναχο (grčki), Monakovo (staroslovenski), München (estonski, finski, mađarski, nizozemski, njemački, rumunjski, donji saksonski, moderni slovenski, švedski), Munĥeno ili Munkeno (esperanto), Munich (engleski), Múnich (španjolski), Münih (turski), Munique (portugalski), Mûnik (valonski), Munikh (armenski)                                                           |
| Münster         | Minstere (latvijski), Münster (njemački), Meuster (valonski) |
| Murmansk        | Moermansk (nizozemski), Mourmansk (francuski), Murmansk - Мурманск (bjeloruski, ruski, srpski), Murmansko (esperanto), Muurmanni ili Muurmanski (bivši finski), Muurmansk (finski, može biti i Murmansk); Romanov-on-Murman (bivše ime), Murmanskas (litavski), Murmańsk (poljski) |

## N
| Hrvatsko ime           | Ostala imena ili bivša imena |
| ---------------------- | --- |
| Namur                  | Namur (francuski, rumunjski), Namen (nizozemski), Nameur (valonski) |
| Nancy                  | Nancy (francuski, rumunjski), Nanzig (njemački), Nanzeg (luksemburški) |
| Napulj                 | Nābūlī (arapski), Napels (nizozemski), Naples (engleski), Nápoles (portugalski, španjolski), Napoli (finski, rumunjski, talijanski, turski), Napolo (esperanto), Nàpols (katalonski), Nápoly (mađarski), Napulj (srpski), Neapel (njemački, švedski), Neapelj (slovenski), Neapolis (latinski, litavski), Neapol (češki, poljski, slovački), Neapol' (ruski, ukrajinski), Neapole (bivši rumunjski), Nápoli - Νάπολη (moderni grčki), Neápolis - Νεάπολις (antički grčki) |
| Narbonne               | Narbo ili Narbo Martius (latinski), Narbona (katalonski, okcitanski, španjolski, talijanski), Narbonne (francuski, rumunjski) |
| Neuchâtel              | Neuchâtel (engleski, francuski, rumunjski), Neuenburg (njemački) |
| Navahradak             | Navahrudak - Навагрудак (moderni sovjetizirani bjeloruski), Naugardukas (litavski), Nowogródek (poljski), Novogrudok (ruski) |
| Newcastle upon Tyne    | An Caisleán Nua (irski) Nova Castra (latinski) |
| Newport, Monmouthshire | Casnewydd (velški) |
| Newport, Pembrokeshire | Trefdraeth (velški) |
| Nica                   | Nica (bjeloruski, litavski, srpski), Niça (katalonski, okcitanski), Nice (engleski, francuski, švedski), Nicea (poljski), Níkea - Νίκαια (grčki), Nis (turski), Nisa (rumunjski), Nissa (okcitanska inačica, provansalski), Niza (španjolski), Nizza (finski, mađarski, njemački, talijanski) |
| Nijmegen               | Nijmegen (nizozemski), Nimega (španjolski, talijanski), Nimègue (francuski, rumunjski), Nimwegen (njemački), Nîmegue (valonski), Batavodurum, Noviomagum (latinski), Nimwege (lokalni dijalekt, mogući limburški), Nijmege (uobičajeni limburški) |
| Nikozija               | Lefkoşe (turski), Lefkosía - Λευκωσία (grčki), Nicosia (engleski, mađarski, rumunjski, španjolski, švedski, talijanski), Nicósia (portugalski), Nicosie (francuski), Nikosia / Lefkosia (finski), Nikosia (njemački), Nikosija (ruski, ukrajinski), Nikosio (esperanto), Nikozija (srpski), Nikozja (poljski), Nīqūsiyā (arapski), Nikozija (litavski) |
| Nižnij Novgorod        | Nižni Noŭharad - Ніжні Ноўгарад (bjeloruski), Nijni-Novgorod (francuski, rumunjski), Nischnij Nowgorod (njemački), Nizhni Novgorod (finski, srpski), Nizhny Novgorod (engleski), Nižnij Novgorod - Нижний Новгород (ruski), Nižný Novgorod (slovački), Nowogród (poljski); Gorky (bivši ime 1932-1990), Nižny Novgordas (litavski) |
| Novi Sad               | Neusatz (njemački), Novi Sad - Нови Сад (srpski), Nový Sad (slovački), Újvidék (mađarski), Novi Sadas (litavski), Novi Sad (rumunjski), Nowy Sad (poljski) |
| Nowy Sącz              | Neu-Sandez (njemački), Nowy Sącz (engleski, poljski), Sandz - סאַנדז (jidiš) |
| Nuoro                  | Nuoro (engleski, talijanski), Nugoro (sardinijski) |
| Nürnberg               | Neurenberg (nizozemski), Niremvéryi - Νυρεμβέργη (grčki), Nirnberg (srpski), Norimberg (slovenski), Norimberga (talijanski), Norimberk (češki), Nörnberg (donji saksonski), Norymberga (poljski), Nuremberg (engleski), Núremberg (španjolski), Nuremberga (portugalski), Nürnberg (estonski, finski, mađarski, njemački, švedski), Nürenberg (rumunjski), Niurnbergas (litavski), Näöreberg (limburški)                                                                  |

## O
| Hrvatsko ime                 | Ostala imena ili bivša imena |
| ---------------------------- | --- |
| Obudim (sada dio Budimpešte) | Altofen (njemački), Óbuda (engleski, mađarski), Starý Budín (češki), Buda (poljski), Buda (Veche) (rumunjski) |
| Odesa                        | Ades - אַדעס (jidiš), Hacıbey (turski), Одеса/Odesa (ukrajinski, srpski), Odessa (ruski, poljski), Odesa (rumunjski), Odhissós - Οδησσός (grčki) |
| Ohrid                        | Охрид (makedonski, bugarski, srpski), Ohrídha - Οχρίδα (grčki), Ohër (albanski), Ochryda (poljski) |
| Olbia                        | Olbia (engleski, talijanski), Terranoa (sardinijski), Tarranoa (korzikanski), Terranova Pausania (bivši talijanski) |
| Oldenburg                    | Oldemburgo (portugalski, španjolski, talijanski), Oldenburg (njemački), Starogard (poljski, srpski) |
| Olkusz                       | Hilcus (latinski), Ilkenau (njemački 1942-45), Ilkusz (bivši poljski), Olkusch (njemački), Olkusz (engleski, poljski) |
| Olomouc                      | Olmütz (njemački), Olomóc ili Holomóc (češki - hanakijski dijalekt), Olomouc (češki, engleski), Olomuncium, Iuliomontium ili Olomucii (latinski), Ołomuniec (poljski) |
| Olsztyn                      | Allenstein (njemački), Olsztyn (poljski), Olštinas (litavski) |
| Oneşti                       | Oneşti (romski), Onyest (mađarski) |
| Opava                        | Opava (češki), Opavia (latinski), Opawa (poljski), Troppau (njemački) |
| Opole                        | Opole (poljski), Opolí (češki), Oppeln (njemački) |
| Oradea                       | Gran Varadino (talijanski), Großwardein (njemački), Magno-Varadinum (latinska inačica), Nagyvárad (mađarski), Oradea (rumunjski, poljski), Oradea-Mare (bivši rumunjski), Varadinum (latinski), Varat (turski) |
| Oranienburg                  | Bocov (češki), Bötzow (bivši njemački), Oranienburg (njemački) |
| Oristano                     | Oristano (talijanski), Aristanis (sardinijski), Oristany (katalonski), Oristan (španjolski) |
| Osijek                       | Essegg (njemački), Eszék (mađarski), Mursa (latinski) |
| Oslo                         | Asloa (latinski), Oslo (danski, engleski, esperanto, estonski, indonezijski, finski, francuski, nizozemski, norveški, njemački, poljski, rumunjski, srpski, španjolski, švedski, talijanski), Osló (irski), Ósló (islandski), Ūslū (arapski), Oslas (litavski), Christiania (bivše dansko-norveško ime 1624-1925), Kristiania (kasnija inačica bivšeg imena) |
| Osnabrück                    | Osnabrück (njemački), Osnabrugge (nizozemski), Osnabruque (portugalski) |
| Ostend                       | Oostende (nizozemski/flamanski), Ostenda (talijanski, poljski), Ostende (češki, francuski, njemački, portugalski, rumunjski, srpski), Ostendo (esperanto), Ostendė (litavski), Ostinde (valonski) |
| Ostrava                      | Ostrau (njemački), Ostrawa (poljski) |
| Ostrogon                     | Esztergom (engleski, mađarski), Eštergon (srpski), Gran (njemački), Ostřihom (češki), Ostrihom (slovački), Ostrzyhom (poljski), Estergon (turski), Strigoniu (rumunjski) |
| Ostrów Wielkopolski          | Ostrovia (latinski), Ostrowo (njemački), Ostrów (bivši poljski), Ostrów Wielkopolski (poljski) |
| Oulu                         | Oulu (engleski, estonski, finski, poljski), Uleåborg (švedski) |
| Oxford                       | Okkusufōdo - オックスフォード (japanski), Oksfordo (esperanto), Oxonia (latinski), Rhydychen (velški), Oksfordas (litavski), Oksford (poljski, srpski), Oksfórdhi - Οξφόρδη (grčki) |
| Ozieri                       | Ozieri (engleski, talijanski), Othieri (sardinijski), Ocier (španjolski, katalonski) |

## P
| Hrvatsko ime         | Ostala imena ili bivša imena |
| -------------------- | --- |
| Padova               | Padoue (francuski), Padova (talijanski, finski, rumunjski, češki, srpski, slovački, slovenski), Padua (engleski), Pádua (portugalski), Padua (švedski), Padwa (poljski) |
| Palermo              | Palerme (francuski), Palermo (talijanski, finski, poljski, portugalski, rumunjski, srpski, švedski), Palermas (litavski), Panormos - Πάνορμος (grčki), Palerma - Палерма (bjeloruski) |
| Pamplona             | Banbalūna (arapski), Iruña (baskijski), Pamplona (engleski, katalonski, portugalski, rumunjski, srpski, španjolski, švedski, talijanski), Pampelune (francuski), Pampaluna / Lunapampa (staroprovansalski), Pampeluna (poljski), Pompaelo (latinski) |
| Panoší Újezd         | Panujzd (arapski), Ujezd (francuski) |
| Pariz                | Bārīs (arapski), Páras (irski), Pari - パリ (japanski), Parigi (talijanski), Pariis (estonski), Pariisi (finski), Parijs (nizozemski), Paräis (luksemburški), París (katalonski, španjolski), Paris (engleski, francuski, norveški, portugalski, rumunjski, švedski) Parísi - Παρίσι (grčki), Париж/Pariž (bugarski, ruski), Pariz (slovenski), Pariz - Париз (srpski), Pariz - פּאַריז (jidiš), Paříž (češki), Paríž (slovački), Parīze (latvijski), Parizo (esperanto), Párizs (mađarski), Parys (afrikaans), Paryż (poljski), Париж/Paryzh (ukrajinski), Paryžius (litavski), Lutetia (latinski), Paries (limburški), Paryž - Парыж (bjeloruski) |
| Parma                | Parme (francuski), Parma (bjeloruski, engleski, latinski, poljski, portugalski, rumunjski, srpski, španjolski, talijanski) |
| Pärnu                | Parnawa (poljski), Pärnu (estonski, portugalski, švedski), Pernau (njemački), Pērnava (latvijski), Piarnu (bjeloruski, litavski) |
| Passau               | Batavia (latinski), Pasawa (poljski), Pasov (češki), Passau (engleski, njemački), Passovia (talijanski) |
| Pazin                | Pisino (talijanski), Pazin (slovenski, srpski) |
| Pečuh                | Beci (starorumunjski), Pětikostelí (češki), Pécs (engleski, mađarski), Fünfkirchen (njemački), Päťkostolie (slovački), Pecz (poljski) Quinqueecclesiae (latinski) |
| Peenemünde           | Peenemünde (njemački), Pianoujście (poljski) |
| Perpignan            | Perpignan (brazilski portugalski, francuski, rumunjski), Perpignano (talijanski), Perpiñán (španjolski), Perpinhan (okcitanski), Perpinhão (portugalski), Perpinjan (srpski), Perpinyà (katalonski) |
| Perugia              | Pérouse (francuski), Perugia (talijanski, rumunjski), Perusa (španjolski) |
| Petrozavodsk         | Petrozavodsk (ruski), Petroskoi (finski), Petroskoy (engleski), Äänislinna (bivši finski), Petrozavodskas (litavski), Pietrazavodzk - Петразаводзк (bjeloruski) |
| Piacenza             | Piacenza (talijanski), Pjaćenca (srpski), Plaisance (francuski), Plasencia (španjolski), Piacenţa (rumunjski) |
| Piatra Neamţ         | Piatra Neamţ (rumunjski), Karácsonkő (mađarski) |
| Piła                 | Piła (poljski), Schneidemühl (njemački) |
| Piotrków Trybunalski | Petrikau (njemački), Petrikev - פּעטריקעװ (jidiš), Petrokov (ruski), Piotrków Trybunalski (engleski, poljski) |
| Piran                | Piran (slovenski, srpski), Pirano (talijanski), Pyrrhanum (latinski) |
| Plauen               | Plauen (engleski, njemački, poljski), Plavno (češki) |
| Pleven               | Pleven (bugarski, srpski), Plevna (rumunjski, ruski), Plevno (češki), Plewen (poljski) |
| Plovdiv              | Filippopoli (talijanski), Philipúpoli - Φιλιππούπολη (grčki), Plovdiv (bugarski, engleski, portugalski, srpski), Płowdiw (poljski), Pulpudeva (trakijski, bivše ime), Evmolpias (trakijski, bivše ime), Trimontium (romanski, bivše ime), Filibe (turski, bivše ime), Paldin (slavenski, bivše ime) |
| Plymouth             | Pleimuiden (nizozemski), Plimuto (esperanto) |
| Plzeň                | Pilsen (engleski, njemački, portugalski, bivši rumunjski, talijanski), Pilzno (poljski), Plzeň (češki, rumunjski) |
| Podgorica            | Titograd (bivše ime), Ribnica (bivše ime), Podgorica (portugalski) |
| Polatsk              | Połacak - Полацак (tradicionalni bjeloruski), Połack - Полацк (sovjetizirani bjeloruski), Połock (poljski), Полоцк, također transliterirano kao Polotsk, Polotzk, Polock (ruski), Poloţk (rumunjski) |
| Pompeji              | Pompei (talijanski, rumunjski), Pompéia (portugalski), Pompeji (njemački, slovenski), Pompeya (španjolski), Pompeja (srpski), Pompeje (poljski, češki), Pompiía - Πομπηία (grčki), Pompeii (engleski, latinski), Pompeiji (finski), Pompėja (litavski), Pompeji, (danski, švedski) |
| Poreč                | Parenzo (talijanski), Poreč (slovenski, srpski) |
| Pori                 | Björneborg (švedski), Pori (finski, portugalski) |
| Porto                | Burtuqāl (arapski), Oporto (engleski, španjolski, talijanski), Porto (češki, esperanto, francuski, njemački, poljski, portugalski, rumunjski, srpski), Portas (litavski), Portus Cale (latinski) |
| Portorož             | Portorose (talijanski), Portorož (slovenski, srpski) |
| Porvoo               | Borgå (švedski), Porvoo (estonski, finski, portugalski), Borgoa (latinski) |
| Potsdam              | Podstupim (donjolužički), Postupim (češki, slovački), Potsdam (njemački, portugalski, rumunjski, švedski, talijanski), Poczdam (poljski), Potsdamas (litavski) |
| Poznanj              | Posen (njemački), Posnania (latinski), Posnanie (francuski), Poyzn - פּױזן (jidiš), Poznań (engleski, poljski), Poznanė (litavski), Poznaň (češki), Poznan (portugalski, srpski, rumunjski), Poznań - Познань (bjeloruski, ukrajinski) |
| Prag                 | Birāġ (arapski), Praha (bjeloruski, češki, estonski, finski, norveški, slovački, ukrajinski, litavski), Praag (nizozemski), Prag (danski, njemački, srpski, švedski, turski), Prág (irski), Prága - Πράγα (grčki, mađarski), Praga (bugarski, katalonski, poljski, portugalski, rumunjski, ruski, slovenski, španjolski, talijanski), Prago (esperanto), Prague (engleski), Prog - פּראָג (jidiš), Puraha - プラハ (japanski) |
| Pravdinsk            | Friedland (njemački), Pravdinsk (ruski), Romuva (litavski) |
| Priozersk            | Kexholm / Keksholm (švedski), Käkisalmi (finski), Korela (alternativno finsko ime) |
| Priština             | Prishtinë (albanski), Priština - Приштина (srpski), Priştina (rumunjski, turski), Prisztina (poljski), Pristina (portugalski), Pristino (esperanto), Priština (litavski, slovenski), Prístina - Πρίστινα (grčki) |
| Pruszcz Gdański      | Praust (njemački), Pruszcz Gdański (poljski) |
| Przemyśl             | Peremyshl - Перемишль (ruski, ukrajinski), Premisl - פּרעמיסל (jidiš), Przemyśl (poljski, rumunjski), Peremisla (starorumunjski), Pieramyšl - Перамышль (bjeloruski) |
| Pskov                | Pihkova (finski), Pihkva (estonski), Pleskau (njemački), Pleskava (latvijski), Pskov (rumunjski, ruski), Pskovas (litavski), Psków (poljski), Pskoŭ - Пскоў (bjeloruski) |
| Pula                 | Pola (latinski, talijanski), Póla (mađarski), Pula (engleski, portugalski, rumunjski, srpski), Pulj (slovenski) |
| Puławy               | Pilev - פּילעװ (jidiš), Puławy (poljski) |
| Pyrzyce              | Pyritz (njemački), Pyrzyce (poljski) |

## R
| Hrvatsko ime | Ostala imena ili bivša imena |
| ------------ | --- |
| Raahe        | Raahe (finski), Brahestad (švedski) |
| Rădăuţi      | Rădăuţi (rumunjski), Radautz (njemački), Radevits - ראַדעװיץ (jidiš), Radowce (poljski), Rádóc (mađarski), Rothacenum (latinski) |
| Radymno      | Radymno (poljski), Redem - רעדעם (jidiš) |
| Rauma        | Rauma (estonski, finski), Raumo (švedski) |
| Ravenna      | Raben (staronjemački), Ravenna (engleski, talijanski), Rawenna (poljski) |
| Regensburg   | Ratisbona (portugalski, bivši rumunjski, španjolski, talijanski), Ratisbonne (francuski), Ratyzbona (poljski), Ratisbon (bivši engleski, latinski), Regensborg (donji saksonski), Regensburg (engleski, njemački, rumunjski), Řezno (češki) |
| Reims        | Reims (nizozemski, francuski, rumunjski), Remeš (češki), Remso (esperanto), Reimsas (litavski), Rheims (engleski) |
| Reykjavík    | Reykjavik (danski, nizozemski, norveški), Reykjavík (engleski, islandski, švedski), Rejkjaviko (esperanto) |
| Riga         | Riga (engleski, portugalski, rumunjski, ruski, slovenski, švedski, talijanski), Rīga (latvijski), Rīġā (arapski), Rige - ריגע (jidiš), Ріга/Riha (ukrajinski), Riia (estonski), Riika (finski), Ryga (litavski, poljski), Ryha - Рыга (bjeloruski) |
| Rijeka       | Fiume (talijanski, staromađarski), Reka (slovenski), Rijeka (engleski, mađarski, poljski, rumunjski), St. Veit am Flaum (njemački) |
| Rim          | Rhufain (velški), Rim (bugarski, ruski, slovenski, srpski), Rím (slovački), Řím (češki), An Róimh (irski), Rom (danski, njemački, švedski), Rome (engleski), Rómi - Ρώμη (grčki), Róma (mađarski), Roma (katalonski, latvijski, litavski, norveški, portugalski, rumunjski, španjolski, talijanski, turski), Rōma - ローマ (japanski), Roum (luksemburški), Romo (esperanto), Rooma (estonski, finski), Roym - רױם (jidiš), Rūmiya (arapski), Рим/Rym (ukrajinski), Rzym (poljski), Rome, Roeme, Roame (limburški, ovisno o dijalektu) |
| Rivne        | Рівне/Rivne (ukrajinski), Rovne - ראָװנע (jidiš), Rovno (rumunjski, ruski), Równe (poljski), Rowno (njemački) |
| Roč          | Roč (slovenski), Rozzo (talijanski) |
| Roman        | Roman (rumunjski), Románvásár (mađarski), Romanvarasch (njemački) |
| Roskilde     | Hróarskelda (islandski), Roskilde (danski, švedski) |
| Rostock      | Rostock (engleski, estonski, njemački, rumunjski, švedski), Rostokas (litavski), Roztoka (bivši poljski), Roztoky (češki) |
| Rouen        | Rouen (engleski, francuski, rumunjski), Ruão (portugalski), Rúðuborg (islandski) |
| Rovaniemi    | Roavenjarga (Sami), Rovaniemi (estonski, finski, švedski), Rovaniemis (litavski) |
| Rovinj       | Rovigno (talijanski), Rovinj (slovenski) |
| Rzeszów      | Reichshof (njemački 1939-1945), Řešov (češki), Reyshe - רײשע (jidiš), Ryashiv (ukrajinski), Rzeszów (poljski, rumunjski) |

## S
| Hrvatsko ime           | Ostala imena ili bivša imena |
| ---------------------- | --- |
| Saarbrücken            | Saarbrücken (engleski, njemački, rumunjski), Sarrebruck (francuski, španjolski), Sarbriukenas (litavski), Saarbrécken (luksemburški) |
| Saarlouis              | Sarrelouis (francuski), Saarlautern (njemački 1939-1945) |
| Sagunto                | Sagunt (katalonski, njemački), Sagunto (španjolski, talijanski) |
| Salzburg               | Salisburgo (talijanski), Salzbourg (francuski), Salzburg (engleski, njemački, rumunjski, slovenski, srpski, švedski), Salzburgo (portugalski, španjolski), Solnograd (staroslovenski), Solnohrad (češki), Zalcburgas (litavski) |
| Samara                 | Kujbišev (slovenski, bivše ime), Kuybyshev (bivše ime) |
| Samarkand              | Samarcand (starorumunjski), Samarcanda (katalonski, portugalski, španjolski, talijanski), Samarcande (francuski), Samarkand (rumunjski, slovenski, švedski), Samarkanda (poljski), Semerkant (turski), Samarkandas (litavski), Samarkándhi - Σαμαρκάνδη (grčki) |
| San Sebastián          | Donostia (baskijski), San Sebastián (engleski, španjolski), Sant Sebastià (katalonski), Saint-Sébastien (francuski), San Sebastijanas (litavski) |
| Sânnicolau Mare        | Groß Sankt Nikolaus (njemački), Nagyszentmiklós (mađarski), Sânnicolau Mare / Sân Nicolau Mare (rumunjski) |
| Santiago de Compostela | Šānt Yāqūb (arapski), Sant Jaume de Galícia (katalonski), Saint-Jacques-de-Compostelle (francuski), Santiago de Compostela (engleski, galicijski, portugalski), Santiago di Compostella (talijanski) |
| Sarajevo               | Saraievo (rumunjski), Sarāyīfū (arapski), Sarajevo (engleski, portugalski, slovenski, srpski, švedski), Sarajewo (njemački, poljski), Saraybosna (turski), Szarajevó (mađarski), Sarajevas (litavski) |
| Saranda                | Áyii Saránda - Άγιοι Σαράντα (grčki), Sarandë / Saranda (albanski), Santiquaranta (talijanski) |
| Sartene                | Sartè (korzikanski), Sartena (talijanski), Sartene (engleski, francuski) |
| Sassari                | Sàsser (katalonski), Sásser (starošpanjolski), Sassari (korzikanski, sasareski, talijanski), Sassari / Tathari / Tattari (sardinijski) |
| Saverne                | Zabern (njemački) |
| Schaffhausen           | Schaffhouse (francuski), Schaffhausen (engleski, njemački, rumunjski), Sciaffusa (talijanski), Schaffusa (retoromanski), Szafuza (poljski) |
| Schmogrow              | Schmogrow (njemački), Smogorjow (donjolužički) |
| Schweinfurt            | Schweinfurt (njemački, rumunjski, slovenski), Svinibrod (češki) |
| Schwerin               | Schwerin (njemački), Swaryń (poljski), Zuarin (obotritijski), Zvěřín (češki) |
| Schwyz                 | Schwytz (francuski), Schwyz (engleski, njemački), Svitto (talijanski), Sviz (retoromanski) |
| Segedin                | Segedín (češki, srpski), Szeged (mađarski), Seghedino (talijanski), Segedyn ili Szegedyn (poljski), Seghedin (rumunjski) |
| Senj                   | Segna (talijanski), Senj (slovenski, srpski), Zengg (bivši mađarski) |
| Sevastopolj            | Aqyar (tatarski, krimskotatarski), Akyar (turski), Sebastopol (bivši engleski), Sevastopol (engleski, rumunjski), Sevastopol' - Севастополь (ruski, ukrajinski), Sewastopol (poljski), Sevastúpoli - Σεβαστούπολη (grčki) |
| Seville                | al-Išbīliya (arapski), Hispalis (latinski), Sevila (slovenski), Sevilha (portugalski), Sevilia (bivši rumunjski), Sevilja (srpski), Seviljo (esperanto), Sevilla (finski, katalonski, norveški, njemački, rumunjski, slovački, španjolski, švedski), Séville (francuski), Sevilya (turski), Sewilla (poljski), Siviglia (talijanski), Sevilija (litavski), Sevíli - Σεβίλλη (grčki) |
| Shrewsbury             | Amwythig (velški) |
| Sibinj                 | Sibiň (češki), Sibiu (engleski, rumunjski), Hermannstadt (njemački), Nagyszeben (mađarski), Sybin (poljski) |
| Siedlce                | Sedlets (ruski), Shedlets - שעדלעץ (jidiš), Siedlce (poljski) |
| Siena                  | Sienne (francuski), Siena (poljski, portugalski, rumunjski, slovenski, španjolski, talijanski, turski), Siena (litavski), Sienna (engleski) |
| Sighişoara             | Schässburg (njemački), Segesvár (mađarski), Sighişoara (rumunjski), Sigiszoara (poljski) |
| Simferopol             | Aqmescit (tatarski, krimskotatarski), Akmescit (turski), Simferopol (rumunjski), Simferopol' - Симферополь (ruski), Symferopol (poljski), Symferopol' - Симферополь (ukrajinski) |
| Skadar                 | Scutari (talijanski, starorumunjski), Shkodër (albanski, engleski), Skadar (češki, slovenski, srpski), Szkodra (poljski), Skutari (njemački) |
| Skoplje                | Shkupi (albanski), Skop'e - Скопье (ruski), Skópia - Σκόπια (grčki), Skopia (španjolski), Skopie (bugarski, poljski), Skopje - Скопје (makedonski, portugalski, slovenski, rumunjski, švedski), Scoplie (rumunjski inačica), Skoplje - Скопље (srpski), Skūbyī (arapski), Üsküp (turski), Skopjė (litavski), Szkopje (mađarski) |
| Sligo                  | Sligeach (irski) |
| Smolensk               | Smolensk (engleski, portugalski, rumunjski), Smalensk - Смаленск (bjeloruski), Smolenskas (litavski), Smoleńsk (poljski), Смоленск (ruski) |
| Södertälje             | Södertälje (švedski), Telga australis (latinski) |
| Solin                  | Salona (talijanski), Solin (slovenski, srpski) |
| Sofija                 | Safija - Сафія (bjeloruski), Serdica (trakijski), Sófia - Σόφια (grčki), Sófia (portugalski), Sofia (engleski, poljski, rumunjski, švedski, talijanski), Sofía (španjolski), Sofija - София (bugarski, ruski, srpski, ukrajinski), Sofija (slovenski, litavski), Sofio (esperanto), Sofya (turski), Sredets (slavenski), Sūfiyā (arapski), Szófia (mađarski) |
| Solothurn              | Soleure (francuski), Solothurn (njemački), Soletta (talijanski), Soloturn (retoromanski), Solura (poljski) |
| Sønderborg             | Sonderburg (njemački) |
| Sovjetsk               | Sovetsk - Советск (ruski), Sovjetsk (slovenski, srpski), Tilsit (bivši hrvatski, njemački), Tilžė (litavski), Tylża (poljski) |
| Speyer                 | Spires (bivši engleski), Espira (španjolski, portugalski), Spire (francuski), Spira (poljski, talijanski), Špýr (češki) |
| Spišská Nová Ves       | Igló (mađarski), Nowa Wieś Spiska / Spiska Nowa Wieś (poljski), Noveysis (romski), Spišská Nová Ves (slovački), Villa Nova (latinski), (Zipser) Neu(en)dorf (njemački) |
| Split                  | Spalato (bivši mađarski, talijanski), Split (engleski, poljski, portugalski, rumunjski, slovenski, srpski), Splitas (litavski) |
| Spremberg              | Grodk (donjolužički), Spremberg (njemački) |
| Sankt Peterburg        | Ayía Petrúpoli - Αγία Πετρούπολη (grčki), Peterburg - פּעטערבורג (jidiš), Peterburi (estonski), Petroburgo (esperanto), Pietari (finski), Saint Petersburg (engleski), Saint-Pétersbourg (francuski), Sankt-Pieciarburh - Санкт-Пецярбург (bjeloruski), Sankt-Peterburg (ruski, slovenski), Sankt Peterburg (srpski, slovački), Sanktpēterburga (latvijski), Sankt Peterburgas (litavski), Sankt Petěrburk (češki), Sankt Petersborg (danski), Sankt-Peterburg (njemački, poljski, rumunjski, švedski), Sankt Peterburg (srpski), San Petersburgo (španjolski), San Pietroburgo (talijanski), Sānt Bītarsbūrġ (arapski), São Petersburgo (portugalski), Sint-Petersburg (nizozemski), Sankt-Peterburg norveški, Szentpétervár (mađarski); Leningrad (bivši ime), Leningrado (bivši talijanski), Lenjingrad (bivši hrvatski, bivši srpski), Petrograd (bivši hrvatski, bivši ruski, bivši srpski, bivši slovenski), Petrohrad (bivši češki), Piotrogród (bivši poljski), Petrapilis (bivši litavski) |
| Solun                  | Salonic (rumunjski), Salonica (alternativno englesko ime), Salónica (alternativno španjolsko ime), Salonicco / Tessalonica (talijanski), Salonikai (litavski), Saloniki (njemački, poljski, alternativno grčko ime), Săruna (vlaški), Selanik (turski), Solun (bugarski, makedonski, slovenski, srpski), Soluň (češki), Solún (slovački), Sołuń (povijesno poljsko ime), Thessaloniki (engleski), Thessaloniki - Θεσσαλονίκη (grčki), Tesalonic (alternativno rumunjsko ime), Tesalónica (španjolski), Tessalónica (portugalski), Tessalonika (finski), Thessalonique (francuski) |
| St. Gallen             | Saint-Gall (francuski), Saint Galen (engleski), Sankt Gallen (njemački), San Gallo (talijanski), Son Gagl (retoromanski), Svatý Havel (češki) |
| St. Moritz             | Saint Moritz (engleski), Sankt Moritz (njemački), San Murezzan (retoromanski), Svatý Mořic (češki) |
| Starokonstantinov      | Alt-Konstantin (njemački), Starokonstantinov / Староконстантинов (ruski), Old Constantine (bivši engleski), Starokostyantyniv (ukrajinski) |
| Stockholm              | Estocolm (katalonski), Estocolmo (portugalski, španjolski), Holmia (latinski), Istūkhūlm (arapski), Stoccolma (talijanski), Stockholm (engleski, estonski, mađarski, norveški, rumunjski, slovenski, švedski), Stócólm (irski), Stokgol'm (ruski), Štokholm (slovački), Stokholm (bivši estonski, srpski), Stokhol'm (ukrajinski), Stokholma (latvijski), Stokholmas (litavski), Stokholmo (esperanto), Stokkhólmi - Στοκχόλμη (grčki), Stokkhólmur (islandski), Sztokholm (poljski), Tukholma (finski) |
| Stolni Biograd         | Alba Regia (latinski), Stoličný Bělehrad (češki), Stuhlweißenburg (njemački), Stoličný Belehrad (slovački), Székesfehérvár (engleski, mađarski), Stoni Beograd (srpski), Alba Regala (rumunjski), İstolni Belgrad (turski) |
| Stralsund              | Stralsund (njemački, švedski), Strzałowo ili Strzałów (poljski) |
| Strasbourg             | Estrasburgo (portugalski, španjolski), Schdroosburi ili Strossburi (alzaški), Straatsburg (nizozemski), Strasbourg (engleski, francuski, norveški, rumunjski, slovenski, švedski), Strasburg (poljski), Štrasburg (slovački), Strasburgo (esperanto, talijanski), Štrasburk (češki), Strassburg (finski), Straßburg (njemački), Strazbur (srpski), Strasbūras (litavski), Stroossbuerg (luksemburški), Strasvúrgo - Στρασβούργο (grčki) |
| Straubing              | Straubing (njemački), Štrubina (češki) |
| Stuttgart              | Estugarda (portugalski), Štíhrad (češki), Stoccarda (talijanski), Stuttgart (brazilski portugalski, norveški, njemački, rumunjski, slovenski, švedski), Stoutgárdhi - Στουτγγάρδη (grčki), Štutgartas (litavski) |
| Subotica               | Mariatheresiopel (njemački), Subotica - Суботица (srpski), Subotica (slovenski, poljski), Szabadka (mađarski) |
| Suceava                | Shots - שאָץ (jidiš), Suceava (rumunjski), Suczawa (poljski, njemački), Szucsava (mađarski) |
| Swansea                | Abertaŭo (esperanto), Abertawe (velški), Swansea (slovenski), Svonsi (srpski) |
| Świnoujście            | Swinemünde (njemački), Świnoujście (poljski) |
| Sirakuza               | Syrakus (njemački), Siracusa (talijanski, rumunjski, portugalski, španjolski), Siracuza (bivši rumunjski), Syracuse (engleski), Syrakuzy (poljski), Syrakúzy (slovački), Sirakuza (srpski), Siraküza (turski), Sirakuze (slovenski), Syrakusa (finski, švedski), Sirakuso (esperanto), Sirakūzai (litavski), Siragüza (arapski), Sirakúses - Συρακούσες (grčki) |
| Szczebrzeszyn          | Shebreshin שעברעשין (jidiš), Szczebrzeszyn (poljski) |
| Szczecin               | Scecinum / Stetinum (latinski), Stettin (danski, norveški, njemački, švedski, bivši engleski), Szczecin (poljski), Štětín (češki), Štetín (slovenski), Stettino (talijanski), Šćećin (srpski), Štetinas (litavski), Ščecin - Шчэцін (bjeloruski) |
| Szczytno               | Ortelsburg (njemački), Ortulfsburg (stariji njemački), Szczytno (poljski) |
| Senandrija             | Sentandreja - Сентандреја (srpski), Svatý Ondřej (češki), Szentendre (mađarski), Senandrija, Sentandrija (hrvatski) |
| Sambotel               | Kamenec (češki), Steinamanger (njemački), Szombathely (engleski, mađarski, slovenski) |

## Š
| Hrvatsko ime | Ostala imena ili bivša imena |
| ------------ | --- |
| Šiauliai     | Šaŭli - Шаўлі (bjeloruski), Schaulen (njemački), Shaulyay ili Shavli (ruski), Shavl - שאַװל (jidiš), Šiauliai (litavski), Szawle (poljski) |
| Šibenik      | Sebenico (bivši mađarski, talijanski), Šibenik (slovenski, srpski), Szybenik (poljski)                                                    |
| Šopron       | Ödenburg (njemački), Šoproň (češki), Sopron (mađarski), Šapron, Šopruonj (hrvatski)                                                       |

## T
| Hrvatsko ime      | Ostala imena ili bivša imena |
| ----------------- | --- |
| Tallinn           | Rääveli (bivši finski), Rävel (bivša inačica u švedskom), Reval (bivši engleski, njemački, švedski i danski), Revalia (latinski), Revel - Ревел (bivši ruski), Rewel (bivši poljski), Tālīn (arapski), Talinas (litavski), Talin (srpski), Tallin (ruski, slovački; također inačica u norveškom, španjolski, švedski, uglavnom se koristila između 1944-1991), Tallinn (estonski, danski, norveški, njemački, švedski), Tallina (latvijski), Tallinna (finski; bivši estonski) |
| Tampere           | Tammerfors (švedski), Tampere (estonski, finski), Tamperė (litavski) |
| Taranto           | Taranto (rumunjski, talijanski), Táras - Τάρας (antički grčki), Tárantas - Τάραντας (moderni grčki) Tarent (češki, njemački, poljski, rumunjska inačica, srpski), Tarente (francuski), Tarento (španjolski), Tarentum (latinski) |
| Târgu Mureş       | Marosvásárhely (mađarski), Neumarkt (njemački), Târgu Mureş (rumunjski, trenutno pisanje), Tîrgu Mureş (rumunjski, staro pisanje) |
| Târgu Neamţ       | Németvásár (mađarski, Târgu Neamţ (rumunjski, trenutno pisanje), Tîrgu Neamţ (rumunjski, staro pisanje) |
| Târgu Ocna        | Aknavásár (mađarski), Târgu Ocna (rumunjski, trenutno pisanje), Tîrgu Ocna (rumunjski, staro pisanje) |
| Târgu Jiu         | Zsilvásárhely (mađarski), Târgu Jiu (rumunjski, trenutno pisanje), Tîrgu Jiu (rumunjski, staro pisanje) |
| Tarnów            | Tarne - טארנע (jidiš), Tarnów (poljski) |
| Tarnowskie Góry   | Tarnowitz (njemački), Tarnowskie Góry (poljski) |
| Tartu             | Derpt - Дерпт (bivši ruski), Dorpat (bivši njemački, poljski i švedski), Tartto (finski), Tartu (estonski, latvijski, njemački, ruski, švedski), Tērbata (latvijski, prije 1918), Tharbata (latinski), Yur'yev - Юрьев (bivši ruski) |
| Taškent           | Tachkent (francuski), Taschkent (njemački), Tashkent (engleski), Tashkent - Ташкент (ruski, ukrajinski), Tashqand (arapski), Tasjkent (nizozemski, švedski), Taskéndi - Τασκένδη (grčki), Taskent (mađarski), Taszkent / Taszkient (poljski), Taškent (slovački, srpski), Taşkent (rumunjski, turski), Taškentas (litavski), Toshkent (uzbečki) |
| Taurage           | Taurage (litavski), Tauroggen (njemački), Taurogi (poljski) |
| Tbilisi           | Tbilisi (engleski, gruzijski, poljski, rumunjski, slovenski, srpski, švedski, talijanski), Tbilisis (litavski), Tbilissi (francuski), Tbiliszi (mađarski), Teflis - تفلیس (perzijski), Tiflis (armenski, nizozemski, njemački, bivše ime, bivši rumunjski, španjolski, turski), Tiflīs (arapski), Tyflída - Τυφλίδα (grčki), Tyflis (bivši poljski) |
| Tekirdağ          | Rodosto (grčki), Rodostó (mađarski), Tekfurdağı-(otomanski) |
| Temišvar          | Temešvár (češki, slovački), Temeswar / Temeschburg / (Temeschwar) (njemački), Temesvár (mađarski), Temišvar (slovenski, srpski), Timişoara (engleski, rumunjski), Timiszoara (poljski), Temeşvar (turski) |
| Tempio Pausania   | Tempio Pausania (talijanski), Tempiu (korzikanski, sardinijski), Tempio (katalonski, španjolski, bivši talijanski) |
| Terezín           | Terezín (češki, slovački), Theresienstadt (njemački) |
| Thionville        | Diedenhofen (njemački), Diedenhoven (bivši nizozemski), Diddenhuewen (luksemburški), Thionville (engleski, francuski) |
| Tipperary         | Tiobraid Árann (irski) |
| Tirana            | Tiranë / Tirana (albanski), Tirana (engleski, portugalski, rumunjski, srpski, španjolski, švedski talijanski), Tiran (turski) |
| Tongeren          | Tongeren (nizozemski), Tongern (njemački), Tongres (francuski), Tongue (valonski), Aduatuca (latinski) |
| Torino            | Torí (katalonski), Torino (finski, grčki, mađarski, rumunjski, slovenski, srpski, talijanski, turski), Turijn (nizozemski), Turim (portugalski), Turin (engleski, švedski), Turín (češki, slovački, španjolski), Turyn (poljski), Turinas (litavski), Turien (limburški) |
| Tornio            | Duortnus (sjevernosamijski), Torneå (švedski), Tornio (estonski, finski) |
| Tórshavn          | Thorshavn (danski), Torshamn (švedski), Þórshöfn (islandski) |
| Toruń             | Torun (rumunjski), Toruń (engleski, poljski), Toruň (češki), Thorn (njemački), Civitas Torunensis (latinski), Torń (kašupski) |
| Toulon            | Tolone (talijanski), Toulon (engleski, francuski, rumunjski) Tulon (poljski, starorumunjski) |
| Toulouse          | Tolosa de Llenguadoc (katalonski), Tolosa (baskijski, latinski, okcitanski, bivši španjolski, talijanski), Toulouse (francuski, portugalski, rumunjski, švedski), Tuluza (poljski), Tuluz (srpski), Tulūza (litavski), Tulúzi - Τουλούζη (grčki) |
| Tournai (Belgija) | Doornik (nizozemski) |
| Trakai            | Troki - Трокі (bjeloruski), Trakai (litavski), Troki (poljski) |
| Trebizond         | Trabzon (turski), Trapezunt (finski, njemački, poljski, bivši rumunjski), Trapezúnda - Τραπεζούντα (grčki), Trebisonda (portugalski, španjolski, talijanski), Trebizonda (bivša rumunjska alternativa za Trapezunt), Trébizonde (francuski) |
| Trident           | Trent (engleski), Trento (portugalski, španjolski, talijanski), Trient (njemački), Trident (češki), Trente (francuski, nizozemski), Trydent (poljski) |
| Trier             | Trevír (češki, slovački), Trèves (francuski), Treviri (talijanski), Tréier (luksemburški), Trewir (poljski), Tréveris (španjolski, portugalski), Trive (valonski) |
| Trogir            | Traù (talijanski) |
| Tromsø            | Tromssa (finski, samijski) |
| Trondheim         | Nidaros (norveški 997-15. stoljeće i ponovno 1930), Trondhjem (dansko-norveški 15. stoljeće-1929), Trondheim (norveški 1931-1939 i 1945-danas, švedski), Drontheim (1940-1945) (njemačko ime tijekom okupacije u II svjetskom ratu), Þrándheimur (islandski), Trondheimas (litavski), Trondhjem (izgovor građana Trondheima) |
| Trst              | Tergeste (latinski), Terst (češki), Triëst (nizozemski), Triest (njemački, poljski, rumunjski inačica), Trieszt (mađarski), Trieste (engleski, portugalski, rumunjski, španjolski, švedski, talijanski), Trst (slovenski, srpski), Tergésti - Τεργέστη (grčki) |
| Tübingen          | Tubinga (portugalski, španjolski, talijanski, stariji hrvatski izvori), Tubingue (francuski), Tubinky / Tybinky (češki), Tybinga (poljski), Tivíngi - Τυβίγγη (grčki) |
| Turku             | Åbo (švedski), Aboa / Aboia / Turcua (latinski), Turu (estonski), Turku (finski) |
| Tver              | Kalinin (bivše ime), Tver (rumunjski, slovenski, talijanski), Twer (poljski, njemački), Tverė (litavski), Ćvier - Цьвер (bjeloruski) |
| Tyszowce          | Tishevits - טישעװיץ (jidiš), Tyszowce (poljski) |

## U
| Hrvatsko ime | Ostala imena ili bivša imena |
| ------------ | --- |
| Überlingen   | Überlingen (njemački), Jibrovice (češki) |
| Udine        | Udin (furlanski), Udine (talijanski), Videm (češki, slovenski), Udinė (litavski), Weiden (staronjemački) |
| Ulcinj       | Dulcigno (talijanski), Ulcinj (engleski, srpski), Ulqin (albanski), Ülgün (turski) |
| Ulm          | Ulm (njemački, rumunjski), Ulma (talijanski), Ulmas (litavski) |
| Uljanovsk    | Simbirsk (bivše ime), Ulianovsk (rumunjski), Uljanovsk (slovenski, srpski), Uljanowsk (njemački), Uljanovskas (litavski), Ulyanovsk (engleski) |
| Umag         | Umago (talijanski), Umag (slovenski) |
| Umeå         | Umeå (švedski), Uumaja (finski) |
| Uppsala      | Uppsala (danski, engleski, norveški, švedski), Upsal (francuski), Upsala (finski), Upsalia (latinski), Upsalo (esperanto) |
| Utrecht      | Traiectum (latinski), Utert (frizijski), Utrecht (afrikaans, indonezijski, nizozemski), Utreĥto (esperanto), Utrechtas (litavski), Utrek (valonski), Utreque (portugalski), Utrech, Utrei (limburški), Utréhti - Ουτρέχτη (grčki)                                                    |
| Užhorod      | Ungvár (mađarski), Ungvir, Ingver, Yngvyr - אונגװיר (jidiš), Ungwar (njemački), Ujgorod (rumunjski), Uschhorod (njemački), Uzhgorod - Ужгород (ruski), Uzhhorod (engleski), Uzhhorod - Ужгородъ (rutenijski), Užhorod (slovački), Uzhhorod - Ужгород (ukrajinski), Użgorod (poljski) |

## V
| Hrvatsko ime       | Ostala imena ili bivša imena |
| ------------------ | --- |
| Vaasa              | Vaasa (estonski, finski), Vasa (švedski), Waza (poljski), Nikolainkaupunki (alternativno starofinsko ime), Nikolaistad (alternativno starošvedsko ime) |
| Valencia           | València (katalonski/valencijski), Valence (francuski), Valencia (rumunjski, slovenski, španjolski, švedski), Valência (portugalski), Valencio ili Valencujo (esperanto), Walencja (poljski), Valensija (bjeloruski, litavski), Valentia (latinski) |
| Valkenburg         | Valkenburg (nizozemski), Fauquemont (starofrancuski) |
| Valletta           | il-Belt (kolokvijalni malteški), il-Belt Valletta (malteški), Fālītā (arapski), Valéta (grčki), La Valeta (portugalski, španjolski), La Valette (francuski), La Valetta (rumunjski), La Valletta (poljski, slovački, talijanski), Valeta (litavski), Valletta (švedski) |
| Vantaa             | Vanda (švedski), Vantaa (finski) |
| Varšava            | Vársá (irski), Varšava - Варшава (bjeloruski, češki, ruski, slovački, slovenski, srpski, ukrajinski), Varsavia (talijanski), Varshe - װאַרשע (jidiš), Varsjá (islandski), Varsó (mađarski), Varsova (finski), Varşova (turski), Varsovia (latinski, španjolski), Varsovía - Βαρσοβία (grčki), Varsóvia (portugalski), Varşovia (rumunjski), Varsovie (francuski), Varsovio (esperanto), Varssavi (estonski), Varšuva (litavski), Warsaw (engleska), Warsawa (indonezijski), Warschau (nizozemski, njemački), Wārsū (arapski), Warszawa (danski, poljski, švedski), Warushawa - ワルシャワ (japanski)                                    |
| Vaslui             | Vaslui (rumunjski), Vaszló (mađarski) |
| Venecija           | Benátky (češki, slovački), Benetke (slovenski), al-Bunduqīya (arapski), Feneyjar (islandski), An Veinéis (irski), Mletci (starohrvatski), Velence (mađarski), Venècia (katalonski), Venecia (španjolski), Venecija (bugarski, ruski, srpski, ukrajinski, litavski), Veneco (esperanto), Venedig (danski, njemački, švedski), Venedik (turski), Veneetsia (estonski), Venetía - Βενετία (grčki), Veneţia (rumunjski), Venetië (afrikaans, nizozemski), Venetsia (finski), Veneza (portugalski), Venezia (talijanski), Venice (engleski), Venise (francuski), Venetsye - װענעציע (jidiš), Wenecja (poljski), Venetië/ Venies (limburški) |
| Verdun             | Verdun (francuski, rumunjski), Wirten (staronjemački) |
| Verona             | Verona (talijanski, rumunjski), Bern (staronjemački) |
| Vilejka            | Vilejka - Вілейка (bjeloruski), Vilejka - Вилейка (ruski), Vileyka (engleski), Wilejka (poljski, njemački) |
| Vilnius            | Filniyūs (arapski), Vėlnios (samogitijski), Vilna (finski, norveški, slovenski, starorumunjska inačica, ruski, španjolski, talijanski), Vilne - װילנע (jidiš), Vilnius (engleski, rumunjski, švedski), Viļņa (latvijski), Vilnia - Вільня (bjeloruski), Vil'njus (ruski, ukrajinski), Vilnjus (srpski), Vilno (češki, ruski), Wilna (njemački), Wilno (poljski) |
| Viljandi           | Fellin (bivši njemački), Felloin (bivši francuski), Viljandi (estonski, njemački, švedski) |
| Vinohradiv         | Nagyszöllös (mađarski), Vinohradiv - Віноградів (ukrajinski) |
| Vipiteno           | Sterzing (njemački), Vipiteno (talijanski), Stérzen ili Sterzinga (bivši talijanski) |
| Visé               | Visé (francuski), Wezet (nizozemski) |
| Vitebsk            | Viciebsk/Vitsyebsk - Віцебск (bjeloruski), Vitebsk (rumunjski), Vitebsk - Витебск (ruski), Vitebsk - װיטעבסק (jidiš), Vitebskas (litavski), Vitsyebsk (engleski), Witebsk (poljski) |
| Vitoria            | Gasteiz (baskijski), Vitoria (španjolski), Vitória (portugalski), Vitorija (litavski) |
| Vladikavkaz        | Ordzhonikidze (bivše ime 1932-1944 i 1954-1990), Dzaudzhikau (bivše ime 1944-1954), Uladzikaŭkaz - Уладзікаўказ (bjeloruski), Vladikaukazas (litavski), Władykaukaz (poljski) |
| Vlorë              | Vlorë / Vlora (albanski), Valona (srpski, talijanski), Aulonas - Αυλώνας (grčki), Avlonya (turski) |
| Vodnjan            | Vodnjan (engleski, slovenski), Dignano (talijanski) |
| Volgograd          | Staljingrad (bivše ime 1925-1961), Caricin (bivši ime), Wołgograd (poljski), Carycyn (bivši poljski), Volgograd (engleski, rumunjski, slovenski), Volgogrado (portugalski, španjolski), Wolgograd (njemački), Estalinegrado (bivši portugalski), Estalingrado (bivši španjolski), Stalingrado (bivši talijanski), Volgogradas (litavski) |
| Volodimir-Volinski | Volodymyr-Volynsky (engleski), Volodymyr-Volynsky / Volodymyr-Volynskyi / Volodymyr-Volyns'kyi - Володимир-Волинський (ukrajinski), Włodzimierz Wołyński (poljski) |
| Viborg             | Viiburi (estonski), Viipuri (finski), Viborg (nizozemski, švedski), Wiburg (njemački), Wyborg (poljski) |

## W
| Hrvatsko ime | Ostala imena ili bivša imena |
| ------------ | --- |
| Wangen       | Vanky (češki), Wangen (njemački) |
| Waremme      | Waremme (francuski), Borgworm (nizozemski), Warème / Wareme (valonski) |
| Waterford    | Port Láirge (irski) Vaterfjord (staronordijski) |
| Waver        | Wavre (francuski), Waver (nizozemski), Auve / Wåve (valonski) |
| Weimar       | Výmar ili Vejmar (češki), Weimar (indonezijski, njemački, rumunjski), Veimaras (litavski) |
| Wejherowo    | Neustadt in Westpreußen (njemački), Wejherowo (poljski), Wejherowska Wola (bivše ime) |
| Wexford      | Loch Garman (irski) |
| Wicklow      | Cill Mhantáin (irski) |
| Winchester   | Caerwynt (velški) |
| Wolgast      | Wolgast (njemački), Wołogoszcz (poljski) |
| Worcester    | Caerwrangon (velški) |
| Worms        | Vermayze װערמײַזע (jidiš), Wormacja (poljski), Wormazia (bivši talijanski), Worms (njemački, rumunjski) |
| Wrocław      | Boroszló (mađarski), Breslau (bivši danski, bivši nizozemski, njemački, bivši norveški, bivši rumunjski, bivši švedski), Braslavia (starorumunjski), Breslavia (talijanski), Vratislav (češki), Vratislavia / Wratislavia / Wracislavia (latinski), Vratislav / Vroclav (slovački, srpski), Vroclavas (litavski), Wroclaw (finski, rumunjski, slovenski), Wrocław (poljski, švedski), Urocłaŭ - Уроцлаў (bjeloruski) |
| Würzburg     | Wörzborg (donji saksonski), Würzburg (njemački), Wurzbourg (francuski), Wurzburgo (španjolski) |

## Y
| Hrvatsko ime | Ostala imena ili bivša imena |
| ------------ | --- |
| York         | Caerefrog / Efrog (velški), Eabhrac (irski), Eboracum (latinski), Efrawg (bretonski, kornijski), Iorc (škotski galski), Jorvik (antički skandinavski), Jórvík (islandski), Jork (poljski), Jorko (esperanto), Jorkas (litavski) |
| Ypres        | Ieper (nizozemski), Ypres (engleski, francuski, rumunjski), Ypern (njemački), Ipro (esperanto) |

## Z
| Hrvatsko ime | Ostala imena ili bivša imena |
| ------------ | --- |
| Zabrze       | Hindenburg (njemački 1915-1945), Zabrze (poljski) |
| Zadar        | Zara (talijanski), Zára (mađarski), Zadar (slovenski), Zadaras (litavski) |
| Zagreb       | Zaġrib (arapski), Záhřeb (češki), Záhreb (slovački), Agram (bivši njemački), Zágráb (mađarski), Zagabria (talijanski), Zagrzeb (poljski), Zagreb (engleski, indonezijski, rumunjski, slovenski, švedski), Zagrep (turski), Zahreb (ukrajinski), Zagreb (srpski), Zagrebo (esperanto), Zagrebas (litavski) |
| Zaragoza     | Caesaraugusta (latinski), Saragoça (portugalski), Saragosa (slovenski, srpski), Saragossa (engleski, katalonski, njemački, poljski), Saragosse (francuski), Saragozza (talijanski), Zaragoza (češki, španjolski, švedski), Sarkusta (arapski) |
| Zeebrugge    | Seebrügge (njemački), Zeebruges (francuski) |
| Zielona Góra | Grünberg (njemački), Mons Viridis (latinski), Zielona Góra (poljski) |
| Zittau       | Žitava (češki), Zittau (njemački), Żytawa (poljski) |
| Zlín         | Gottwaldov (bivši ime) |
| Znamensk     | Vėluva (litavski), Wehlau (njemački), Welawa (poljski), Znamensk (engleski, ruski) |
| Znojmo       | Znaim (njemački), Znojmo (engleski, češki, poljski, slovački) |
| Zoločiv      | Złoczew ili Złoczów (poljski), Zlotshev - זלאָטשעװ (jidiš), Zolochev (ruski), Zolochiv (engleski), Золочів/Zolochiv (ukrajinski) |
| Zug          | Zoug (francuski), Zug (njemački, retoromanski), Zugo (talijanski) |
| Zürich       | Chūrih(h)i - チューリ(ッ)ヒ, Cirih (srpski), Cīrihe (latvijski), Ciūrichas (litavski), Ciurych - Цюрых (bjeloruski), Cjurikh (ruski, ukrajinski), Curiĥo (esperanto), Curych (češki), Turitg (retoromanski), Zurich (engleski, francuski), Zürich (estonski, finski, njemački, rumunjski, slovenski, švedski), Zúrich (španjolski), Zurigo (talijanski), Zürih (turski), Zūrīk (arapski), Zurique (portugalski), Zurych (poljski), Zyríkhi - Ζυρίχη (grčki) |
| Zwickau      | Cvikov (češki), Zwickau (njemački) |

## Ž
| Hrvatsko ime | Ostala imena ili bivša imena |
| ------------ | --- |
| Železnice    | Eisenstadtl / Eisenstadtel (njemački). Železnice (češki) |
| Ženeva       | Cenevre (turski), Djeneve (valonski), Genebra (portugalski), Geneva (engleski, rumunjski), Geneve / Genève (afrikaans, armenski, nizozemski, švedski), Geneve (finski), Genève (francuski), Genevra (retoromanski), Genewa (poljski), Genf (estonski, mađarski, njemački), An Ghinéiv (irski), Ginebra (katalonski, španjolski), Ginevra (talijanski), Jenewa (indonezijski), Jinīf (arapski), Yenévi - Γενεύη (grčki), Ženeva (bugarski, češki, litavski, ruski, slovački, slovenski, srpski, ukrajinski), Ženēva (latvijski), Zjenaef (limburški) |
| Žitomir      | Jitomir (rumunjski), Zhitomir - Житомир (ruski), Zhitomir - זשיטאָמיר (jidiš), Zhytomyr (engleski), Zhytomyr Житомир (ukrajinski), Żytomierz (poljski), Žytomir - Жытомір (bjeloruski) |

## Više informacija
- Imena gradova u Americi na različitim jezicima
- Popis zemalja i glavnih gradova na domaćim jezicima
- Popis alternativnih imena zemalja
- Popis imena zemalja na različitim jezicima
- Popis latinskih imena mjesta u Europi
- Popis europskih regija s alternativnim imenima
- Popis europskih rijeka s alternativnim imenima
- Dodatak:Popis gradova u Hrvatskoj
- Popis gradova u Švicarskoj
- Popis gradova u Slovačkoj
- Popis gradova u Albaniji
- Imena mjesta na irskom jeziku
- Popisi mjesta

## Vanjska poveznica
- Imena mjesta u Europi